# Regne Vàndal
El Regne Vàndal (en llatí Regnum Vandalum), o regne dels vàndals i els alans (Regnum Vandalorum et Alanorum), fou un regne establert pels vàndals germànics sota Genseric, al nord d'Àfrica i al Mediterrani, entre el 435 i el 534 dC.
La retirada de les tropes de la frontera al Rin va propiciar la derrota dels francs en la batalla de Mogoncíacum en 406 i la travessa del riu en massa de vàndals, sueus i alans a les Gàl·lies empesos cap a l'oest pels huns. El grup vàndal principal, els asdings, es van establir a Gal·lècia, i els silinges es van establir a la Bètica, que foren exterminats pels visigots de Vàlia en nom de Constantí.
El 427 Bonifaci d'Àfrica va vèncer la força invasora de Flavi Fèlix amb el suport dels vàndals. El 428 els vàndals i els alans es van unir sota Genseric, que va traslladar tot el seu poble, uns 20.000 guerrers, a Tarifa i va creuar d'Hispània a Mauretània sense oposició, i arribant a Numídia on amb l'ajut dels amazics i de la secta dels donatistes, que havien estat sotmesos a persecució, van arraconar Bonifaci a Hippo Regius el 430, on va quedar assetjat resistint 14 mesos i finalment en 431 va intentar una batalla decisiva en la què els vàndals el van derrotar. Les tropes de l'Imperi Romà d'Occident van reforçar Cartago, aturant temporalment els vàndals, que el 435 van acceptar limitar-se a Numídia i deixar en pau les parts més fèrtils del nord d'Àfrica. El 439, els vàndals es van traslladar cap a l'est, abandonant temporalment Numídia i capturant Cartago, on van establir el Regne Vàndal, un estat independent amb una poderosa marina, provocant una crisi financera immediata a l'Imperi d'Occident.
El 454, Aeci va ser apunyalat personalment per Valentinià III, i Valentinià va ser assassinat pels partidaris d'Aeci, i un any després, abans que una flota vàndal arribés a Itàlia però no va poder reunir cap defensa eficaç, va intentar fugir de la ciutat i va ser destrossat per una multitud que va fer desfilar els trossos al voltant d'un pal. Els vàndals van entrar a Roma i la van saquejar durant dues setmanes. Malgrat l'escassetat de diners per a la defensa de l'estat, des del saqueig visigot de 410 s'havien acumulat una considerable riquesa privada. Els vàndals van marxar amb grans quantitats de tresor i també amb la princesa Eudòxia, que es va convertir en l'esposa d'un rei vàndal i la mare d'un altre, Hilderic. Els vàndals van conquerir Sicília. La seva flota es va convertir en un perill constant per al comerç marítim romà, i per a les costes i illes de la Mediterrània occidental. Els atacs dels vàndals es van reprendre el març del 456 i van prendre les restes de la diòcesi d'Àfrica,, i malgrat una ulterior ambaixada de Marcià, amb la destrucció de Càpua; Avit va encarregar a Ricimer la defensa de Sicília i les forces romanes van aconseguir derrotar els vàndals en dues batalles successives, una a prop d'Agrigento i una naval a Còrsega.
El 460 Marcel·lí d'Il·líria va recuperar Sicília dels vàndals però la major part dels 300 vaixells de la flota romana que havia d'atacar Cartago van ser capturades a Carthago Nova quan la flota de Genseric va fer un atac sobtat a Portus Illicitanus i Majorià va haver de fer-hi les paus i tornar a Itàlia.
El 468, amb un gran cost, l'imperi d'Orient va reunir una força enorme per ajudar Occident a recuperar la diòcesi d'Àfrica de mans dels vàndals, i Marcel·lí va expulsar ràpidament els vàndals de Sardenya i Sicília, i una invasió terrestre els va fer fora de Tripolitània. Basilisc, el comandant en cap amb la força principal va derrotar una flota dels vàndals prop de Sicília, va expulsar ràpidament els vàndals de Sardenya i Sicília, i Heracli d'Edessa desembarcava a la costa de Tripolitània i avançava cap a Cartago. Basilisc va desembarcar al cap Bon a pocs quilòmetres de Cartago, on Genseric es va oferir a rendir-se, si podia tenir una treva de cinc dies per preparar el procés, que va utilitzar per preparar un atac a gran escala precedit per brulots que van destruir la major part de la flota romana i van matar milers dels seus soldats. El desastre va costar 130.000 lliures d'or, uns 9.000.000 de sòlids, al tresor imperial i va sentenciar el destí de l'Imperi Romà d'Occident. Els vàndals poder mantenir la Diòcesi d'Àfrica i aviat van recuperar Sardenya i Sicília.
Després de caiguda de Roma ni vàndals ni romans d'Orient podrien estendre llur govern efectiu a l'interior de Mauretania, que es va mantenir sota control maure. En 491 Teodoric va aconseguir el control de tota Sicília després de rebutjar una invasió del regne Vàndal i apoderar-se del seu lloc avançat Lilybaeum que quedava a l'extrem occidental de l'illa. El regne fou conquerit per l'emperador Justinià I de l'Imperi Romà d'Orient en la guerra Vandàlica.
Encara que es recorda principalment pel saqueig de Roma de 455 i per la seva persecució dels cristians nicens, els vàndals també foren patrons de l'aprenentatge. Es continuaren grans projectes constructius, floriren les escoles i l'Àfrica del Nord donà molts dels escriptors i naturalistes més innovadors de l'Imperi Romà d'Occident tardà.

## Antecedents

### Invasió de l'Imperi Romà (406-418)
El 31 de desembre de 406 travessaven el limes del Rin un conglomerat de pobles «bàrbars» integrat per vàndals, sueus i alans, encapçalats per l'alà Respendial i el vàndal asding Godigisel, a qui succeiria el seu fill Gunderic. A diferència del que va passar l'any anterior amb la invasió d'Itàlia septentrional per part de gots greutungs encapçalats per Radagais que van ser derrotats per Estilicó en la batalla de Fèsules, van penetrar sense oposició a la Gàl·lia. Una de les raons que expliquen que cap exèrcit romà els aturés va ser que tres mesos abans s'havia revoltat a Britània contra Honori, emperador de l'Imperi Romà d'Occident el general Constantí, autoproclamat emperador amb el títol de Constantí III, passant a continuació al continent. Va començar així una guerra civil romana que duraria cinc anys —a l'inici de la guerra Estilicó, l'home designat per Teodosi I perquè «tutelés» als seus fills Honori i Arcadi, va caure en desgràcia i va ser executat en 408 per ordre d'Honori. En aquest context és en què es va produir el pas del gruix dels invasors «bàrbars» a la península Ibèrica el 409, encara que segueix sent objecte de debat si ho van fer gairebé com a aliats de la rebel·lió que havia sorgit a Hispània a les mateixes files de l'«usurpador» Constantí encapçalada per Geronci, el seu principal general. Els vàndals asdinges i els sueus es van dividir la Gal·lècia, els vàndals silinges es van establir a la Bètica i els alans a la Lusitània i a la Cartaginense. Segons Peter Heather, que els alans es quedessin amb dues províncies indicaria que «eren, en aquesta època, la força dominant de la coalició».

Repartiment de les províncies d'Hispània entre sueus, vàndals i alans en 411. La Gallaecia se la van dividir els vàndals asdinges i els sueus, la Bètica va ser per als vàndals silinges i la Lusitània i la Cartaginense per als alans. La Tarraconense, lliure de «bàrbars», continuaria sota el domini romà.

El final de la guerra civil romana, amb la derrota de Constantí III i dels seus fills en 411 i del seu continuador Joví en 416, va possibilitar la signatura en 417 d'un foedus entre el vencedor a la guerra i nou home fort de l'Imperi d'Occident, el magister militum Flavi Constanci, actuant en nom de l'emperador Honori, i el rei visigot Walia, successor d'Ataülf i de Sigeric. En virtut del pacte els visigots es comprometien a servir l'Imperi com a foederati i a canvi se'ls permetia el seu assentament a Aquitània, al sud de la Gàl·lia, on el rei visigot, encara que subsistiria l'administració romana, tindria àmplies atribucions que suposaven l'establiment de fet d'un embrió d'Estat dins del territori imperial. La primera missió encomanada als foederati visigots va ser acabar amb les «monarquies militars» establertes a Hispània per alans i vàndals silings. Si no van posar fi a la resta va ser perquè Flavi Constanci els va fer tornar a la Gàl·lia, on fundarien el que seria conegut com el regne visigot de Tolosa.

### L'hegemonia vàndala asdinga a Hispània (418-429)
Els supervivents alans i vàndals silings van buscar refugi entre els vàndals asdings de Gunderic assentats en la Gallaecia. D'aquesta manera, va néixer un segon gran grup bàrbar assentat dins de l'Imperi (després dels visigots). Així ho va relatar el cronista Hidaci:
| « | Els vàndals silings són exterminats tots per Valia a la Bètica. Els alans, que dominaven els vàndals i els sueus, de tal manera són batuts pels Gots que, extingint el seu rei Addac, els pocs d'ells que havien quedat, abolit el títol de regne, se sotmeten al favor del Gunderic dels vàndals que estaven assentats a la Gallaecia. | » |

Campanyes de la guerra suevo-vàndala (419-420) un dels episodis principals del qual va ser el setge vàndal de 420 en les muntanyes Nervases, de localització desconeguda, i que els sueus únicament van aconseguir aixecar amb l'ajuda del comte de les Hispànies Asteri i del vicari Maurocel.

A partir de la incorporació dels alans i vàndals silings supervivents Gunderic va adoptar el títol de rex Vandalorum et Alanorum i cap al 420 des de la Gallaècia es va dirigir a la Bètica on va ocupar el «buit» deixat pels silinges, que probablement va ser allà on es van sumar als asdings, iniciant-se un procés d'etnogènesi al voltant del poble asding, gentilici adoptat per la dinastia reial iniciada per Gunderic. Segons David Álvarez Jiménez, van ser tres els motius que van portar Gunderic a traslladar-se a la Bètica: reunir-se amb els supervivents silings; buscar un territori més gran i més ric que la Gallaecia per mantenir la nova supergens vàndala; i allunyar-se dels seus veïns conflictius, els sueus, amb els quals van mantenir una guerra, la guerra suevo-vàndala (419-420), i als que van sotmetre en 420 a un setge a les muntanyes Nervases, de localització desconeguda, i que els sueus únicament van aconseguir aixecar amb l'ajuda del comte de les Hispànies Asteri i del vicari Maurocel, i també allunyar-se dels visigots d'Aquitània. Els vàndals asdings van anomenar a la Bètica Vandalousia, possible topònim del que deriva Andalusia.
En 422 el magister militum Castí, acompanyat d'un important contingent got, probablement procedent de les files de l'hoste del derrotat Radagais, va intentar desallotjar els vàndals de la Bètica, dos anys després de la seva arribada, però després d'uns èxits inicials —els vàndals es van haver de refugiar a les muntanyes— en la batalla definitiva els gots, segons Hidaci, el van trair i es van passar al bàndol vàndal i Castí va haver de fugir a Tarraco. Després de la «derrota humiliant» de Castí l'Imperi Romà d'Occident (el domini d'Hispània del qual es limitava a la Tarraconense) ja no va emprendre cap altra acció militar per recuperar la Bètica, malgrat que podia comptar amb els foederati visigots d'Aquitània.
Durant els gairebé deu anys que els vàndals van romandre a la Bètica —a pax Vandala hispànica, anomena David Álvarez Jiménez al període— van aprendre dels hispanoromans (de Iulia Traducta [Algesires], probablement) les tècniques de la navegació el que els va permetre emprendre les seves primeres accions de pirateria contra les illes Balears i contra Cartago Nova, i també contra les costes de la Mauritània Tingitana, incloses Septem (Ceuta) i Tingis (Tànger), la capital. Segons David Álvarez Jiménez, aquestes accions piràtiques «responien a quatre motivacions principals: posar en pràctica el que s'ha après...; obtenir botí; ajudar a planificar el pas posterior a l'Àfrica, que ja havia d'estar en gestació, i, finalment, clarificar la seva posició hegemònica a la península a través d'actes violents de represàlia».
En una d'aquestes ràtzies va morir Gunderic succeint-li en 428 el seu germanastre Genseric —tots dos eren fills de Godigisel—, associat al tron vàndal durant els darrers anys del regnat d'aquell. Genseric seria qui dirigiria el pas a Àfrica, els preparatius dels quals es van realitzar en secret, no sense abans derrotar prop d'Emèrita Augusta als sueus, encara pagans, que havien sortit de la Gallaecia per depredar les províncies veïnes —en el curs de la contesa moriria el rei sueu Heremigari. L'hispanoromà Hidaci va relatar així el que va passar:
| « | El rei Genseric, deixant les Hispànies, s'embarca al mes de maig a la costa de la província de la Bètica amb tots els vàndals i les seves famílies i passa a la Mauritània i a l'Àfrica; més advertit, abans d'haver arribat allà, que el sueu Heremigari assolava al seu pas les províncies veïnes, torni's amb alguns dels seus; li dóna abast a la Lusitània, i no lluny de Mèrida l'escomet, matant molts dels que acaudillava. Heremigari, que havia menyspreat aquella ciutat amb ofensa a la santa màrtir Eulàlia, no quedant-se, al seu parer, un altre recurs que la fugida, fuig més veloç que l'Euro, i mor precipitat pel braç diví al riu Guadiana. Mort així, Genseric emprèn la navegació. | » |

Genseric va aprofitar la situació d'inestabilitat de l'Imperi Romà sorgida després de la mort en 421 de Flavi Constanci i en 423 d'Honori i la proclamació com a nou emperador de Valentinià III en 425 amb només sis anys, i va creuar l'estret de Gibraltar al maig de 429. Com ha assenyalat Claire Sotinel, «com els gots d'Alaric abans que ells, els vàndals aspiraven a trobar un territori ric, prou allunyat dels exèrcits imperials per poder viure en una completa independència». De Genseric va deixar escrit el següent poc atractiu retrat l'historiador d'origen got Jordanes:
| « | Era de talla mitjana i coixejava a causa de la caiguda d'un cavall. Tenia projectes ambiciosos, parlava poc, menyspreava el luxe; la seva ira era cega, estimava posseir, estava ple de recursos per causar problemes a les nacions, va demostrar la seva disposició per sembrar gèrmens de la discòrdia, despertar gresols d'odi. | » |

## Història

### La conquesta del nord d'Àfrica (429-439)

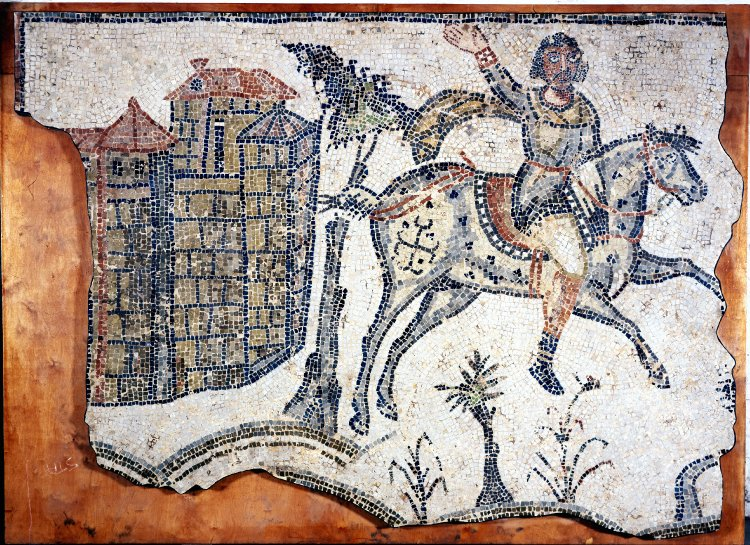
Mosaic d'un paviment de Bordj Djedid prop de Cartago (actualment al Museu Britànic) que representa un guerrer vàndal a cavall.

L'historiador romà d'Orient Procopi de Cesarea, autor al segle vi d'una Història de la guerra dels vàndals, va afirmar que Genseric va ser cridat pel comes de la diòcesi d'Àfrica Bonifaci, però, com ha comentat Pierre Cosme, «els vàndals, famolencs, no tenien sens dubte cap necessitat que se'ls suggerís dirigir-se cap al graner de blat de l'Imperi d'Occident». El que sí que posa de manifest aquesta suposada «crida» de Bonifaci, segons Cosme, és l'existència a l'Àfrica de fortes tensions internes religioses i socials, degut sobretot a la pervivència de l'heretgia donatista que comptava amb el suport dels circumcelliones, però també a la pugna entre «catòlics» i arrians, aquests últims minoritaris, però que havien aconseguit els cercles de poder; de fet, pel que sembla el mateix Bonifaci i la seva dona eren arrians, com també ho eren els vàndals.
Certament el comes Bonifaci estava enemistat amb la cort de Ravenna perquè no ho havien nomenat comandant suprem de l'exèrcit romà (magister militum praesentalis) i per això havia desobeït l'ordre que li havia donat en 427 l'emperadriu Gal·la Placídia, que actuava en nom del seu fill de poca edat Valentinià III, que acudís a la capital d'Occident i els termes de l'ordre el van fer témer que seria detingut. La resposta va ser l'enviament a l'Àfrica per reduir-lo d'un contingent de tropes al comandament de Sigisvult, un got al servei de l'Imperi. Possiblement, va ser llavors quan Bonifaci hauria demanat en la seva ajuda al vàndal Genseric, però nombrosos historiadors actuals ho posen en dubte. Però si va ser aquest el cas, puntualitza Pierre Cosme, de seguida devia adonar-se del seu error en conèixer que una vuitanta mil vàndals asdings i alans, inclosos dones, nens i ancians, havien creuat les Columnes d'Hèrcules, el nom donat a l'Antiguitat a l'estret de Gibraltar. Uns quinze mil eren homes adults preparats per al combat. El pas de l'estret va durar prop d'un mes i es va fer servir una flotilla formada per cinc-centes embarcacions. Durant la seva estada a Hispània els vàndals havia dominat les tècniques de navegació i havien realitzat incursions a les Illes Balears. Van desembarcar probablement a Tingis (actual Tànger) capital de la Mauritània Tingitana.
Es desconeix el nombre d'efectius militars de l'exèrcit romà d'Àfrica que podrien oposar-se als quinze mil combatents vàndals i alans, però es calcula que els doblarien en nombre. No obstant això, en només tres mesos, de maig a agost de 429, van recórrer set-cents quilòmetres cap a l'est fins a prendre la ciutat d'Altava a la Mauretania Caesariensis i després d'haver travessat tota la Mauritània Tingitana. Deu mesos després, al juny de 430, ja es trobaven davant les muralles d'Hipona, la ciutat d'Agustín d'Hipona, mil dos-cents quilòmetres més lluny, després de travessar les províncies de Mauretania Sitifensis i de Numídia i havent entrat a la d'Àfrica proconsular. El comte Bonifaci havia intentat aturar el seu avenç, però va ser derrotat en la batalla de Calama el maig de 430. Com ha assenyalat Pierre Cosme, les seves tropes, dedicades principalment a la vigilància de les fronteres davant les incursions de les tribus berbers i de nòmades del desert, «no estaven en absolut preparades per combatre una tropa aguerrida i endurida per anys de combat entre el Rin i la Mediterrània».

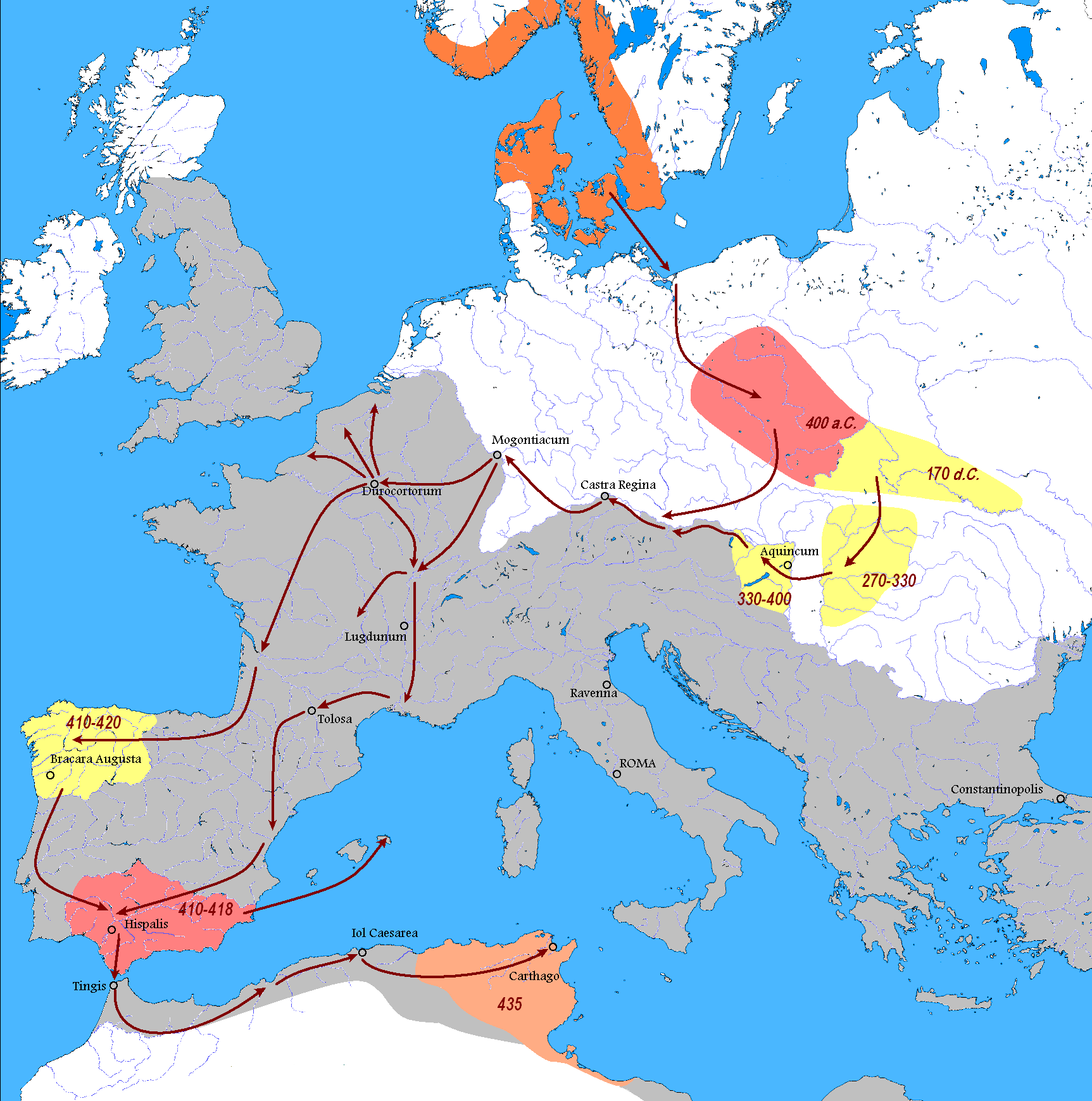
Migració del poble vàndal des del Barbaricum fins a l'Àfrica romana, que van conquerir en només deu anys (429-439). Aquest mapa segueix la teoria tradicional que situa l'origen dels vàndals a Escandinàvia i no a la Cultura de Przeworsk (actual Polònia).

Després de la derrota a Calama Bonifaci es va refugiar amb la resta del seu exèrcit a Hipona. Els vàndals la van sotmetre a un setge que va durar més d'un any, de juny de 430 a agost de 431 —durant el setge va morir Agustí, que així no va arribar a veure com la seva ciutat queia en poder dels «bàrbars». El setge va durar tant de temps perquè els vàndals encara no dominaven l'art de prendre una ciutat emmurallada. Els reforços enviats des d'Orient sota les ordres del comes Aspar no van poder evitar una nova derrota romana. Bonifaci, que va aconseguir escapar del setge d'Hipona, va ser cridat a Ravenna per Gal·la Placídia perquè la recolzés contra el general Aeci, però va ser derrotat i ferit de mort en la batalla de Rímini a la tardor de 432.
Aeci, el nou home fort d'Occident es va casar amb la vídua de Bonifaci i va optar per signar un acord de pau amb Genseric segons el qual els vàndals obtenien l'estatut de foederati, instal·lats a Mauretania Sitifensis i a Numídia i reconeixent l'autoritat de l'emperador Valentinià III en nom del qual assegurarien la defensa de les dues províncies. «Per aquest tractat, anàleg als que Roma havia conclòs abans amb certes tribus berbers, el poder imperial pensava haver salvat l'essencial: Cartago, l'Àfrica proconsular i la Bizacena, la metròpoli i les terres més riques de blat d'Àfrica», va afirmar Pierre Cosme. Tot i això, com ha assenyalat Claire Sotinel, «Genseric sabia que havia conquerit un regne». Quatre anys més tard, a l'octubre de 439, va trencar l'acord, va prendre Cartago i es va apoderar de l'Àfrica proconsular i de Bizacena. S'ha especulat sobre per què Aeci no va desplaçar allí un exèrcit per impedir-ho, tenint en compte que aquestes dues províncies eren vitals per a l'aprovisionament de gra de Roma i d'Itàlia: va donar prioritat a restablir el domini romà sobre la Gàl·lia davant dels visigots i els burgundis.
La ciutat no va ser arrasada, ja que Genseric la va convertir a la capital del seu regne i a la metròpoli de l'arrianisme, mentre que el bisbe «catòlic» va ser obligat a embarcar rumb a Nàpols. Nombrosos nobles de la ciutat van ser desposseïts dels seus béns en benefici dels vencedors. «Una manera de desarmar els eventuals oponents», ha subratllat Pierre Cosme. Per la seva banda Luis Agustín García Moreno ha assenyalat que amb la conquesta del nord d'Àfrica pels vàndals va néixer «el primer Estat germànic que no reconeixia cap superioritat a l'Imperi ni mantenia amb ell cap aliança».

### La consolidació del regne (439-477)

#### El tractat de pau de 442
Després de conèixer-se la notícia de la caiguda de Cartago Aeci va partir cap a la Gàl·lia per buscar reforços, mentre que l'emperador Valentinià III demanava l'ajuda de l'emperador d'Orient Teodosi II i prenia una sèrie de mesures per pal·liar l'efecte que tindria sobre Roma i sobre Itàlia la pèrdua del seu «graner» i per assegurar la seva defensa davant un possible desembarcament de les tropes de Genseric. De fet una part de la població estava començant a marxar davant la previsible fam i tement ser enrolada en l'exèrcit en una Roma les muralles de la qual no estaven en bon estat, i que immediatament van començar a ser reparades. L'emperador va decretar un impost extraordinari per sufragar la defensa i va promulgar una llei que permetia als mercaders orientals comerciar amb Roma, intentant aconseguir així noves fonts d'abastament de la ciutat, encara que era conscient que cap podria suplir l′annona. També va reiterar les dures penes contra els desertors i va prohibir al rescripte De tironibus et de ocultatoribus desertorum que els grans terratinents impedissin que els seus colons s'incorporessin a l'exèrcit quan eren cridats a les armes.

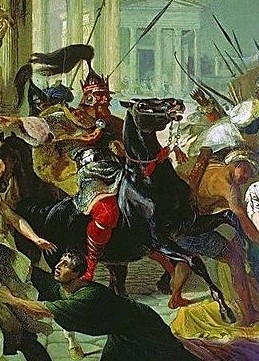
Detall del quadre del pintor rus del Karl Briul·lov sobre el saqueig de Roma (455) en què apareix el rei vàndal Genseric a cavall dirigint l'assalt a la ciutat.

Mentrestant, Genseric havia passat a l'ofensiva llançant a partir de juny de 440 una gran campanya d'accions piràtiques a les costes del sud de la península Itàlica i sobretot de Sicília perpetrades per la flota de guerra que havia aconseguit formar reconvertint les embarcacions ancorades al port de Cartago, majoritàriament naus de transport dedicades fonamentalment al comerç de l′annona amb Roma, i gràcies també als coneixements sobre l'art de la navegació adquirits durant l'estada dels vàndals a la Bètica. De la gravetat de la situació —Aeci estava lluny i ja no n'hi havia una classis Misenensis que protegís les costa itàliques, una informació que coneixia Genseric— dóna idea el rescripte imperial De reddito iure armorum ('Sobre el restabliment del dret a les armes') que restaurava el dret dels ciutadans romans a portar armes perquè així poguessin fer front als atacs pirates (ut resistendi praedonibus cura subeatur: 'que haurien d'encarregar-se de resistir els lladres') dirigits per Genseric, enemic dels nostres imperis» (Gensericus hostis imperii nostri). També es va reconstruir la muralla de Nàpols, exposada als atacs per terra i per mar (ad omnes terra marique incursus expositam et nulla securitate gaudentem ingenti), i d'altres localitats costaneres, incloses algunes de l'illa de Sardenya.
L'emperador d'Orient Teodosi II va enviar un exèrcit en ajuda del seu cosí Valentinià III, que per la seva banda va aconseguir reunir-ne un altre format per diverses desenes de milers d'homes, al comandament d'Aeci. Els dos exèrcits es van reunir a Sicília on més de mil embarcacions estaven disposades per transportar-los al continent africà —de fet Genseric havia assetjat Palerm durant l'estiu de 440, però havia tornat a Cartago en tenir coneixement de l'arribada del contingent oriental , retirada que també es va deure a les dificultats que seguien tenint els vàndals per assaltar una ciutat emmurallada. No obstant això, les tropes imperials mai van arribar a fer-se a la mar perquè Teodosi II va fer tornar al seu exèrcit pel fet que els huns al comandament d'Àtila havien trencat el limes del Danubi i amenaçaven Constantinoble.
En comptar únicament amb les seves pròpies forces a Valentinià III no li va quedar més remei que negociar amb Genseric. El nou tractat va ser signat en 442 i segons el que s'havia acordat els vàndals ocuparien l'Àfrica proconsular, la Bizacena i la meitat oriental de Numídia, és a dir, les províncies més riques, mentre que la Mauretania Caesariensis, la Mauretania Sitifensis i la resta de Numídia, tornarien a estar sota l'administració romana. A canvi Genseric es va comprometre a abastir de gra a Roma, en forma de tribut, i va enviar al seu fill i hereu Huneric com a ostatge a la cort de Valentinià III, però poc després va ser « retornat al seu pare», segons relata Procopi, i llavors Huneric va repudiar a la seva esposa, que era filla de Teodoric I —segons Procopi la va tornar a Tolosa després de mutilar-li el nas i les orelles—, cosa que va suposar la ruptura de relacions dels visigots amb els vàndals, i es va prometre amb Eudòcia, filla de Valentinià III, enllaçant d'aquesta manera la dinastia teodosiana amb la dinastia «bàrbara» asdinga, un acord inèdit en la història romana. Genseric va rebre el títol de «rei aliat i amic de Roma» (rex socius et amicus).
El Tractat de 442, segons l'historiador romà d'Orient Procopi de Cesarea
Tement, en efecte, que, en el cas que novament vingués contra ell un exèrcit procedent de Roma i Bizanci, no fossin capaços els vàndals de mostrar-se tan valerosos i de tenir tanta fortuna, atès que les empreses dels homes acostumen a frustrar-se per voluntat divina ia fracassar per la debilitat dels seus cossos, lluny d'arrossegar-se per la bona fortuna de què havia gaudit, Genseric, actuant, al contrari, amb moderació a causa de tot allò que havia temut, va signar un tractat amb l'emperador Valentinià, en virtut del qual pagaria cada any un tribut a l'emperador des de Líbia i, per fer valer aquest acord, va lliurar a un dels seus fills, anomenat Huneric, en qualitat d'ostatge. Genseric, després d'haver provat la seva bravura al combat, va conservar la seva victòria de la manera més segura possible.
Encara que a Roma i a Ravenna va ser presentat com una victòria d'Aeci i de Valentinià III —en un panegíric Merobaudes va afirmar que Genseric havia «abandonat la vestidura de l'enemic» i que desitjava «comptar als romans entre els seus parents, unint la seva descendència a la seva per una aliança matrimonial»—, el tractat de 442 va ser un complet desastre per a l'Imperi d'Occident i un enorme èxit per a Genseric. «Els vàndals es trobaven amb la possessió consolidada de les més riques províncies de l'Occident romà», mentre que «la pèrdua de les millors províncies nord-africanes, unida a l'enorme reducció —en set vuitenes parts— dels ingressos que rebia de la resta dels territoris de la zona, va constituir un desastre fiscal per a l'estat romà occidental», va afirmar Peter Heather. «L'emperador havia conservat l'aprovisionament de Roma, però havia perdut immenses propietats que li asseguraven una part dels seus ingressos i, és clar, recursos fiscals que no compensarien cap de les dues Mauritànies, sobretot després de cinc anys de dominació vàndala. El 445 van subministrar 1/8 dels recursos fiscals anteriors a 429», va afirmar Claire Sotinel. A més, molts de la grans propietaris es van exiliar, uns a Orient, altres a Itàlia, perquè Genseric va confiscar les seves immenses finques per repartir-les entre els seus guerrers (les anomenades sortes Vandalorum). També els bisbes i monjos van fugir a causa de la política obertament hostil envers als «catòlics» empresa per l'arrià Genseric. Tot i que l'Estat romà no els va abandonar.
Una valoració similar del tractat de 442 a les de Heather i Sotinel és la que fa David Álvarez Jiménez: «L'acord de pau de l'any 442 representava un punt ia part en la trajectòria dels vàndals i de l'Imperi d'Occident. Mentre que l'Imperi patia la mutilació d'una altra part més del seu territori, després de les pèrdues de Britània, la major part d'Hispània i fragments de la Gàl·lia, sorgia el primer regne bàrbar en territori imperial amb plena sanció jurídica. […] Amb la signatura d'aquest tractat tan desigual, ja que els vàndals obtenien la part del toro de la negociació, Genseric aconseguia per al seu poble el millor territori de l'Àfrica romana mentre Ravenna s'acontentava amb el que els recent arribats desestimaven». Álvarez Jiménez cita l'historiador francès Christian Courtois qui, en una obra sobre els vàndals publicada el 1955, va considerar que «aquest tractat constitueix l'acta de naixement de l'Estat vàndal».

#### El saqueig de Roma (455)
A la signatura del tractat de 442 i la posterior concertació del matrimoni entre Huneric i Eudòcia, el que suposava la unió de la dinastia teodosiana amb la dinastia «bàrbara» asdinga, un fet insòlit en la història romana, el van seguir tretze anys de pau i d'amistat entre el regne vàndal i l'Imperi Romà d'Occident —en conseqüència les accions pirates vàndals van cessar completament, i l'amenaça d'una campanya militar romana de reconquesta va desaparèixer.
La situació va canviar completament al març de 455. El dia 16 d'aquell mes Valentinià III va ser assassinat víctima d'un complot —els executors eren oficials d'Aeci a qui el mateix Valentinià havia matat el setembre de l'any anterior— i els conjurats van proclamar com a nou emperador a Petroni Màxim. Aquest per assegurar la seva legitimitat es va casar amb la vídua de Valentinià Licínia Eudòxia i va casar al seu fill Palladius amb Eudòcia, la promesa de l'hereu al tron vàndal Huneric. L'assassinat de l'emperador i aquests matrimonis van ser considerats per Genseric com un casus belli i, després de tres mesos de preparatius, va enviar la flota vàndala a Itàlia, comandada per ell mateix. Va arribar a Ostia al final del mes de maig, desembarcant un imponent cos militar format per vàndals i per mauri. El pànic es va apoderar de Roma —el record del saqueig de 410 va estar molt present, ja que no hi havia cap exèrcit que impedís l'avenç des d'Òstia a la ciutat. El mateix Petroni Màxim va emprendre la fugida a cavall, però va ser reconegut i lapidat per la multitud —el seu cadàver, esquarterat, va ser llançat al Tíber.

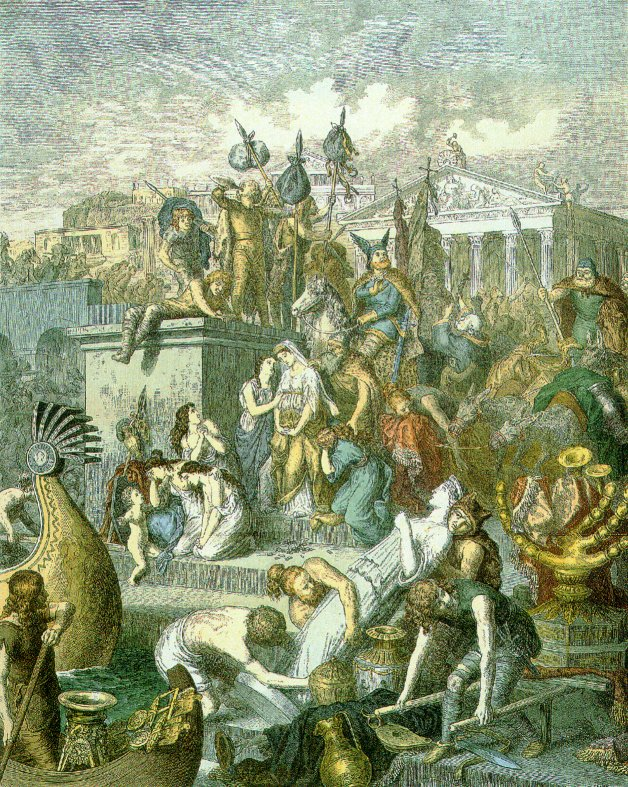
Quadre del pintor alemany de la segona meitat del Heinrich Leutemann que representa el saqueig de Roma pels vàndals de Genseric en 455.

El dos de juny, dos dies després de la mort de Petroni Màxim, el bisbe de Roma Lleó I es va entrevistar amb Genseric al costat de les muralles de la ciutat —igual que havia passat anys enrere amb Àtila— i allí van acordar que s'obririen les portes de roma per permetre el seu saqueig, però comprometent-se Genseric al fet que les persones serien respectades. Com va escriure Pròsper d'Aquitània, «durant catorze dies, els vàndals van saquejar Roma, buscant amb cura totes les riqueses». Genseric es va endur les teules daurades del temple de Júpiter, el tresor del temple de Jerusalem dut a Roma per l'emperador Tito i molts altres tresors, inclosos els litúrgics de les esglésies. Es va apoderar de tot el que fos metàl·lic i només va deixar les estàtues i els murs dels palaus romans. Es va portar a milers de presoners, especialment artesans qualificats, i a ostatges de prestigi com Gaudentius, fill d'Aeci, assassinat per l'emperador Valentinià III, i a l'emperadriu Licínia Eudòxia i les seves dues filles. Eudòcia es casaria amb Huneric només arribar a Cartago. Aquesta vegada l'emperador d'Orient Marcià no va poder venir en ajuda d'Itàlia a causa de la inestabilitat de les províncies danubianes provocada pels esdeveniments que van seguir la dissolució de l'Imperi dels huns. «Per descomptat, el cop va ser brutal malgrat l'absència de sang més enllà de la de l'usurpador i certament va tenir més repercussió ulterior que l'anterior saqueig de la ciutat eterna protagonitzada pels gots d'Alaric », va afirmar David Álvarez Jiménez.
Així va relatar Procopi de Cesarea el saqueig de Roma:
| « | Genseric per la seva banda va agafar presonera a Eudòxia juntament amb Eudòcia i Placídia, les seves filles i de Valentinià, i, després de dipositar a les seves naus una quantitat important d'or i de plata i d'altres riqueses pertanyents a l'emperador, es va fer a la mar rumb a Cartago, sense haver-se privat ni del bronze ni de tots els altres objectes que trobaren a la residència imperial. Va saquejar fins i tot el temple de Júpiter Capitolí i va arrencar la meitat del seu sostre, ja que donava la coincidència que aquesta teulada era de bronze de la millor qualitat i, havent estat recobert amb una gruixuda capa d'or, brillava extraordinàriament sumptuós i digne d'admiració. | » |

S'ha debatut si Genseric va ser cridat per l'emperadriu Eudòxia, vídua de Valentinià III obligada a casar-se amb l'usurpador Petroni Màxim, com van afirmar alguns autors antics, especialment Procopi. David Álvarez Fernández considera «que la culpabilitat atorgada a les fonts a Eudòxia no és una història fútil i bé pot tenir una sòlida ombra de veritat. La lleialtat el va empènyer [a Genseric] a saquejar Roma en venjança per la supressió d'aquell que havia certificat un acord [el de 442] fins aleshores respectat i profundament desitjat; és a dir, no es va valer el rei vàndal de la seva condició d'aliat i amic de Valentinià III com a excusa per intervenir, sinó que veritablement, de manera sentida i categòrica, va esgrimir aquesta condició. Amb l'adveniment de Petroni, Genseric va témer pel destí del seu Regne, es va deixar portar de manera calculada per la seva ira i es va llançar a la presa de Roma...». Genseric va considerar que amb la mort de Valentinià III el pacte de 442 quedava dissolt allò que li deixava les mans lliures per actuar amb l'objectiu últim d'assolir un nou tractat, fins i tot més favorable que l'anterior.

#### El començament de la «guerra total vàndalo-romana» i la fracassada expedició de Majorià de 460
El saqueig de Roma de 455 va obrir una nova etapa en les relacions entre el regne vàndal i l'Imperi Romà caracteritzada per una «guerra total» en què els vàndals van recórrer a la pirateria com la seva arma principal, enfront de la qual els romans es trobaven en desavantatge en no tenir veritables flotes de guerra. Com ha assenyalat David Álvarez Jiménez, els vàndals es van valer «de la seva posició estratègica a la Mediterrània central per als seus atacs a tot el mare Nostrum i dels avantatges que oferia aquesta tàctica [de la pirateria]: rapidesa, maniobrabilitat, capacitat de sorpresa i, sobretot, superioritat tàctica davant un enemic a qui en condicions normals i des de l'ortodòxia bèl·lica, mai no hauria pogut afrontar d'acord amb els seus desiguals potencials intrínsecs». L'avantatge dels vàndals va ser tan gran que en l'alt alemany antic i en l'idioma anglosaxó el Mediterrani era conegut respectivament com Wentilseu i Wendelsae, és a dir, com el Mar Vàndal. Es va tractar d'un bellum piraticum com la Mediterrània no havia viscut des del segle i
Al poc temps d'arribar a Roma Avit, el nou emperador que amb el suport del rei visigot Teodoric II havia estat proclamat el 9 de juliol de 455 a Arles, capital de la Prefectura del pretori de les Gàl·lies, de les quals Avit era magister militum, Genseric va llançar una incursió piràtica de seixanta navilis contra les costes d'Itàlia i de Sicília, però els romans comandats pel comes rei militaris Ricimer van aconseguir derrotar els vàndals en la batalla d'Agrigent (Sicília). Hidaci relata una segona victòria romana a Còrsega, però cap altre autor antic l'esmenta, per la qual cosa, segons David Álvarez Jiménez, seguint a Christian Courtois, tot fa pensar «que la difusió d'aquesta suposada derrota vàndala sigui un producte propagandístic de la cancelleria d'Avit» i que mai no es va produir.
Panegíric de Sidoni Apol·linar dedicat al nou emperador Majorià en què l'exhorta que actuï per alliberar Àfrica del domini del «saltejador estranger» Genseric i així «Cartago deixés de guerrejar contra Itàlia».
De sobte, Àfrica es va llançar a terra embolicada amb llàgrimes, amb les seves morenes galtes completament arrasades. Va inclinar el front i va trencar les espigues de blat que la coronaven, unes espigues la fecunditat de les quals s'havia convertit ara en la seva perdició; i va parlar així: Jo, un terç del món, sóc desgraciada per la fortuna d'un sol home. Aquest home [Genseric], fill d'una esclava, ha estat durant molt de temps un saltejador: ha eliminat els nostres legítims senyors i blanat durant molts dies el seu ceptre bàrbar a les meves terres. I després d'haver espantat fins a l'últim dels nostres nobles, aquest estranger no dóna mostres d'apreciar res que no sigui una insensatesa... [Genseric] es troba sumit en la indolència i, aclaparat per inefables quantitats d'or, ja no en sap res de l'acer. Les seves galtes estan exangües: un entumiment d'embriagat l'afligeix, una pàl·lida laxitud el domina, i el seu ventre, atapeït per una contínua gola, no aconsegueix expulsar les seves acres flatulències.
Després de la seva victòria a Agrigent l'emperador va nomenar Ricimer magister militum, però aquest acabaria enfrontant-se amb Avit i derrotant als seus partidaris el 16 d'octubre de 456 en la batalla de Piacenza, després d'haver esclatat una revolta a Roma a causa de la fam provocada per la suspensió de l′annona establerta en el tractat de 442 amb els vàndals. Després d'uns mesos de buit de poder, l'1 d'abril de 357 el Senat i l'exèrcit d'Itàlia, a proposta de Ricimer, van proclamar emperador a Majorià, magister militum praesentalis, qui es va proposar restablir el poder imperial fora dItàlia. Ho va aconseguir a les regions costaneres mediterrànies de la Gàl·lia i d'Hispània, però va fracassar en el seu intent d'acabar amb el regne vàndal, sens dubte la principal amenaça per a l'Imperi d'Occident —«Majorià no es prenia a la lleugera el desastre de Líbia», va escriure Procopi. La seva flota va ser derrotada per la de Genseric enfront de les costes de la Cartaginense. En un discurs pronunciat davant el Senat Majorià havia explicat quins eren els seus plans (sembla obvi que l′extern hoste és el regne vàndal i que el «desastre intern» és una referència al regnat del seu predecessor Avit):
| « | L'atenta cura dels assumptes militars serà preocupació nostra i també del nostre pare el patrici Ricimer. Amb l'ajuda d'una divinitat propícia preservarem l'estatus del món romà a qui, segons la nostra vigilància comuna, hem alliberat de l'enemic extern (extern hoste) com del desastre intern. | » |

Des del principi del seu regnat Majorià, —«que sobrepassava en qualsevol virtut tots aquells que alguna vegada havien estat emperadors dels romans», segons Procopi—, havia emprès la construcció d'una flota —intentant restaurar la desapareguda classis Misenensis— i havia reclutat tropes mercenàries entre els huns, els gots i altres pobles de l'àrea danubiana. A més havia recorregut al general Marcel·lí, senyor de Dalmàcia, perquè ocupés Sicília, cobrint així un dels flancs de l'atac al regne vàndal que pensava llançar des de la costa d'Hispania desembarcant a la Mauritània Cesariense.
Assabentat dels plans de guerra de Majorià Genseric li va enviar una ambaixada en què li proposava la renovació del tractat de 442 que incloïa la renúncia a les incursions a les costes italianes, però l'emperador va rebutjar l'oferta i va continuar amb els preparatius. Va deixar Ricimer a càrrec de la defensa d'Itàlia i va marxar cap a Hispània. La flota l'acompanyaria seguint la costa de la Tarraconense i la Cartaginense fins a Cartago Nova, on l'exèrcit havia d'embarcar al maig, a l'inici de la temporada de navegació, per des d'allà dirigir-se al nord d'Àfrica. Però Genseric coneixia el pla —probablement va ser informat per comerciants vinguts d'Hispània— i va enviar una expedició naval que va sorprendre la flota romana i la va destruir davant de les costes de la Cartaginense. Hidaci va relatar així el que va passar:
| « | Al mes de maig entra l'emperador Majorià a les Hispànies. I en dirigir-se aquest a la província Cartaginense, els Vàndals avisats des de la costa Cartaginense per uns traïdors, rapten força naus, que havia equipat per al seu trànsit contra els Vàndals. En vista dels quals Majorià, frustrat en les seves disposicions, es torna a la Gàl·lia. | » |

Mapa del regne vàndal després de la pau signada per l'emperador Majorià i Genseric després de la fracassada expedició romana de 460. Majorià es va veure obligat a cedir al regne vàndal Sardenya, Còrsega i les Illes Balears. Possiblement també Sicília o una part.

Després del fracàs del seu pla Majorià no va tenir més remei que concloure amb Genseric una pau molt desavantatjosa —el cronista romà d'Orient Joan d'Antioquia la va qualificar com a «vergonyosa», αὶσχραῖς καταλύσας—, ja que aquest obtenia el domini de Sardenya, de Còrsega i de les Illes Balears i possiblement també Sicília o una part. A més va haver de tornar ràpidament a Itàlia perquè les incursions vàndales sobre les seves costes no cessaven, però quan estava en camí, acompanyat únicament per una petita escorta, a principis de 461 havia llicenciat al seu exèrcit a Arles, va ser detingut a Tortona per ordre de Ricimer i decapitat poc després (el 7 d'agost). Al novembre de 461 va ser proclamat el senador Libi Sever a Ravenna com a nou emperador, de nou a proposta de Ricimer, que va ser qui realment va ostentar el poder. Quan Genseric va conèixer l'assassinat de Majorià va considerar nul el tractat acordat amb ell, tot i que li era molt favorable, i va reprendre el bellum piraticum. Per a Genseric, Ricimer no era de fiar i a més no era un igual, ja que no era emperador pel que res no es podia pactar amb ell.

#### La continuació delbellum piraticumi la fracassada expedició d'Antemi (i de Lleó I) de 468
Després de la victòria de la flota vàndala enfront de les costes de Cartagena, l'emperador d'Orient Lleó I va enviar des de Constantinoble una ambaixada a Cartago per intentar aconseguir que Genseric posés fi a les incursions que estaven assolant les regions costaneres d'Itàlia i de Sicília i perquè alliberés els membres de la família imperial que havia pres com a ostatges després del saqueig de Roma. Genseric va accedir a això últim i va autoritzar que Licínia Eudòxia i la seva filla Placídia partissin per a Constantinoble, mentre que la seva altra filla, Eudòcia, casada amb l'hereu al tron vàndal Huneric, va seguir a Cartago, però les incursions van continuar, així que cada any durant l'estació de la navegació els vàndals van seguir saquejant les collites i prenent presoners convertits en esclaus. Així va descriure les ràtzies vàndales:
| « | Els italians eren incapaços d'intervenir a tot arreu on els vàndals desembarcaven, obstaculitzats pel nombre dels seus enemics i l'absència d'una flota. Aquesta darrera la van demanar als romans d'Orient, però no la van rebre a causa d'un tractat que tenien amb els vàndals. A causa de la separació de la monarquia, els romans de l'Oest van patir molt. | » |

Al novembre de 465 va morir l'emperador d'Occident Libi Sever i Ricimer, qui havia ostentat realment el poder durant el seu regnat, va permetre que una delegació del Senat anés a Constantinoble a demanar-li a Lleó I la designació d'un nou emperador per a Occident. Aquest, després d'un temps d'indecisió, va enviar a Roma a Antemi, un dels militars més prestigiosos d'Orient, membre d'una de les famílies més prestigioses de Constantinoble i a més estava casat amb Marcia Eufemia, filla de l'emperador Marcià, acompanyat d'un exèrcit considerable i d'una flota i alhora va advertir Genseric que un atac contra Itàlia portaria la guerra al nord d'Àfrica. Gairebé alhora Marcel·lí, magister militum per Illyricum, tornava a ocupar de Sicília, expulsant els vàndals de l'illa, amb el molt probable suport de l'emperador d'Orient. Antemi va ser proclamat prop de Roma emperador d'Occident a principis d'abril de 467 —l'interregne havia durat disset mesos— i per assegurar-se el suport de Ricimer li va donar a la seva filla Alipia en matrimoni. Genseric va considerar trencat l'acord amb Lleó I i va iniciar una campanya piràtica a les costes de l'Imperi d'Orient, sense descuidar les d'Occident, en què va destacar l'atroç saqueig de l'illa de Zacint. A més va organitzar un bloqueig naval de Roma que va causar una fam a la ciutat.
La victòria vàndala relatada per Procopi de Cesarea
Genseric, per la seva banda, aprofitant-se de la negligència de Basilisc, va obrar de la següent manera: havent armat a tots els seus súbdits de la millor manera que va poder, els va embarcar a les naus, però va mantenir preparades altres buides d'homes, que eren les que més veloç navegaven. […] I va actuar així pensant, com realment va succeir, que durant aquest període tindria vent favorable. […] Els vàndals, però, tan aviat com van tenir el vent favorable que havien estat esperant ansiosament llavors, mentre descansaven, van hissar les veles i, remolcant els vaixells que havien estat preparats per ells sense homes a bord, com he narrat anteriorment, van posar rumb cap a l'enemic. I com que hi havia una gran quantitat de vaixells allà, per on venien a caure propagaven el foc amb facilitat i aquests mateixos vaixells es consumien ràpidament al costat d'aquells amb qui entraven en contacte. I, en anar avançant així el foc, la confusió, com és natural, es va apoderar de l'escaire dels romans i la intensitat de la cridòria rivalitzava en gran manera amb el xiulet del vent i amb el crepitar de les flames, mentre que els soldats junts amb els marins es cridaven ordres mútuament i s'esforçaven per allunyar, ajudant-se de perxes, els vaixells que estan en flames i els seus propis, que s'estaven destruint entre ells en un desordre complet. I ja també es presentaven els vàndals envestint i enfonsant els vaixells i emportant-se com a botí els soldats, mentre intentaven fugir, i les seves armes també.
La missió principal encomanada a Antemi per Lleó I va ser l'organització d'una gran expedició militar que posés fi al regne vàndal, com ho relata Procopio: «Lleó havia nomenat i enviat a Occident, com a emperador a Antemi, un membre del Senat, home poderós tant per les seves riqueses com pel seu llinatge, a fi que l'assistís a la guerra contra els vàndals». El panegíric que li va dedicar Sidoni Apol·linar insistia en el mateix: «Antemi s'ha presentat davant nostre amb un pacte concertat entre els dos regnes: la pau d'un imperi l'ha enviat perquè abanderi les nostres guerres». Com ha assenyalat Peter Heather, «l'aniquilació dels vàndals aconseguiria dos objectius molt desitjables. Eliminaria una de les tres principals potències bàrbares establertes en sòl occidental [juntament amb el regne visigot de Tolosa i el regne dels burgundis] i, el que era més important, faria tornar a les arques imperials un inestimable bastiment de riquesa». «A la dècada del 460 encara no estava tot perdut: una campanya reeixida contra els vàndals podria haver aturat el cercle viciós del deteriorament i garantit a l'imperi d'Occident un futur previsiblement presidit per una vida política activa», afegeix Heather.

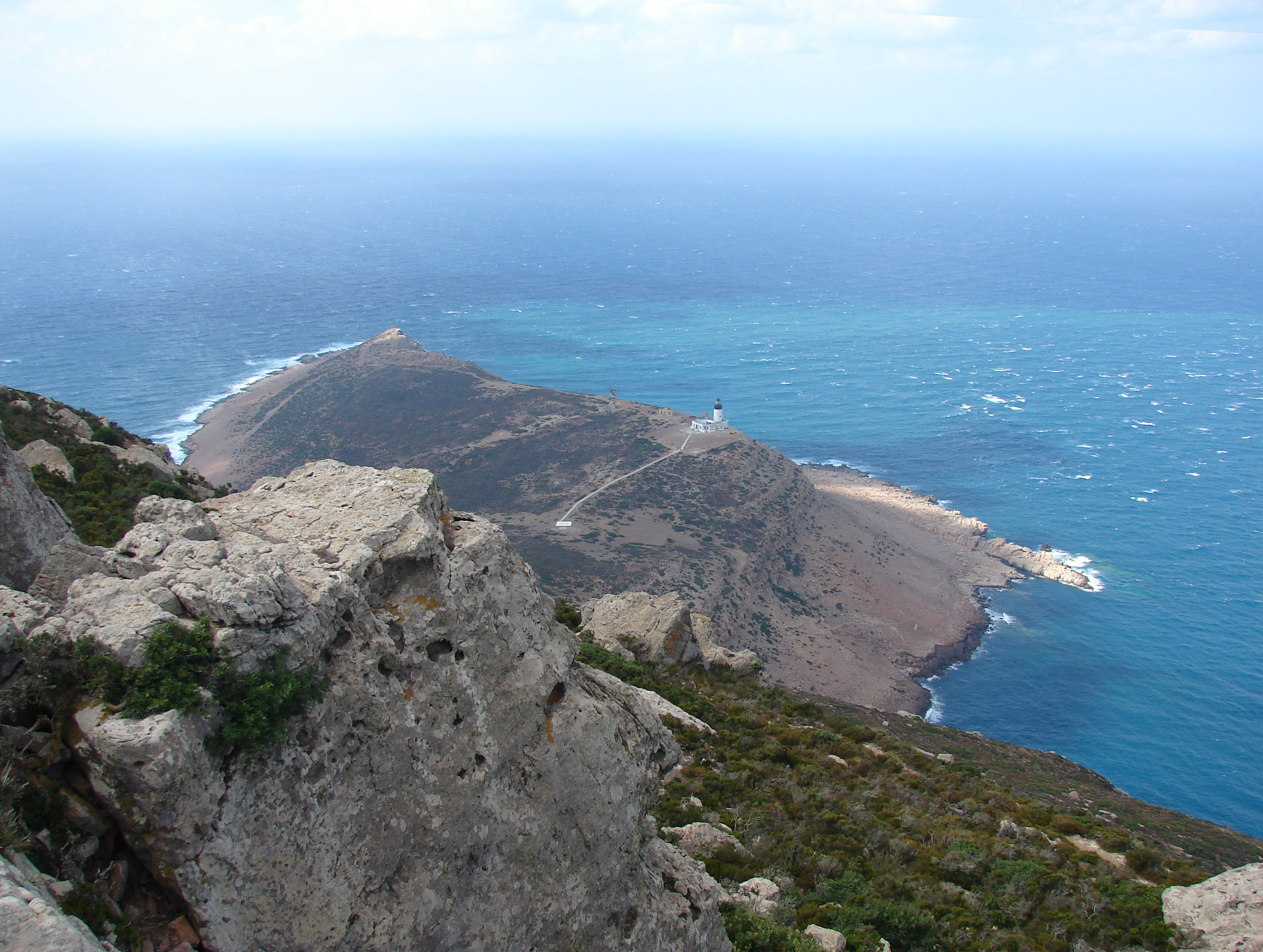
Cap Bon, a la costa de Tunísia, on va tenir lloc la batalla que porta el seu nom en 468 en què els vàndals van vèncer, la qual cosa va posar fi a la possibilitat de recuperar el nord d'Àfrica per a l'Imperi Romà.

Per tal d'acabar amb el regne vàndal Antemi va reunir una considerable suma de diners —un terç procedent dels seus ingressos privats i els dos terços restants aportats pel govern de Constantinoble— amb què va armar més de mil navilis i va reclutar uns cent mil homes —xifra que Peter Heather rebaixa a la meitat. Les tropes occidentals es van concentrar a Sicília i a Sardenya —on Marcel·lí de Dalmàcia es va encarregar d'expulsar els vàndals—, mentre que una part de les orientals avançaven per terra des de Tripolitània al comandament del general Heracli d'Edessa, però el gruix de les forces, comandades per Basilisc, cunyat de Lleó I, anaven a bord d'una flota que navegava cap a Cartago i que va ancorar en el Cap Bon, a uns seixanta quilòmetres de Cartago —el pla romà no consistia a travar batalla amb la flota dels vàndals, sinó a combatre'ls a terra. Convençut que Genseric capitularia, Basilisc va cometre el gran error de concedir-li una treva de diversos dies, durant els quals el vent va canviar, circumstància que esperava el rei vàndal bon coneixedor del règim de vents de la zona, cosa que li va permetre a Genseric llançar una flota de brulots contra l'armada romana. Empesos pel vent van incendiar una part dels navilis, mentre que la resta, perseguits pels vaixells vàndals, escapaven per refugiar-se a Sicília i, així que van poder, tornar a Constantinoble. Les tropes de Tripolitània també es van retirar. I Sardenya va tornar a poder dels vàndals, «mentre Sicília retornava al seu rol d'espai interposat». Procopi de Cesària va culpar del fracàs de l'expedició a Basilisc —en allò que coincideix la historiografia actual— perquè «si ell no s'hagués demorat comportant-se deliberadament com un covard i hagués intentat anar directe a Cartago, hauria conquerit aquesta ciutat a la primera escomesa i hauria sotmès als vàndals sense oferir cap resistència».
Després del fracàs de l'expedició d'Antemi i de Lleó I la pirateria vàndala va continuar tant a la Mediterrània occidental com a l'oriental. Així ho va relatar Procopi de Cesarea:
| « | Genseric, embolicant els seus enemics amb l'engany i expulsant-los de les seves possessions per la força, com s'ha narrat anteriorment, seguia assolant i saquejant la totalitat de l'Imperi Romà, no menys que abans, sinó potser encara més. | » |

#### El gran triomf de Genseric: el tractat de la «pau perpètua» de 474

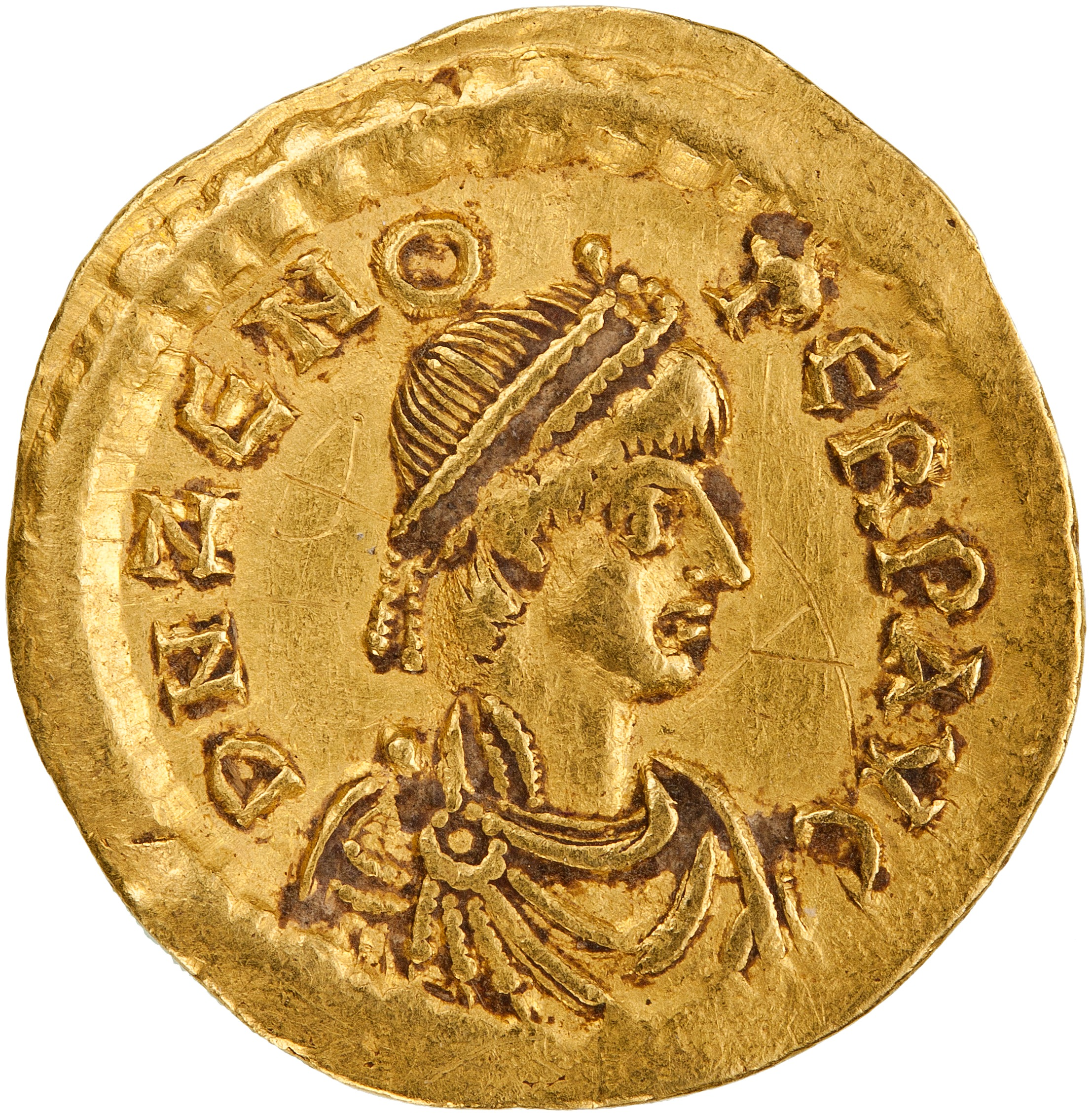
Moneda d'or amb l'efígie de l'emperador romà d'Orient Zenó que va acordar amb Genseric el tractat de la «pau perpètua» de 474, que va consolidar definitivament el regne vàndal.

La fracassada expedició organitzada des de Constantinoble va segellar el destí de l'Imperi d'Occident «condemnat a l'extinció» i va ser un complet desastre econòmic i polític per a l'Imperi Romà d'Orient i per al mateix emperador Lleó I, la salut mental del qual se'n va ressentir segons va relatar el cronista romà d'Orient Joan de Lídia. Lleó I va morir al gener de 474 i va ser el seu successor Zenó, la posició del qual era molt inestable a causa especialment del seu origen isaure, qui va iniciar les converses amb Genseric per resoldre un dels problemes que havia heretat del seu sogre Lleó I. Va enviar una ambaixada a Cartago encapçalada per un senador de Constantinoble que aviat va arribar a un acord amb el rei vàndal , qui com a demostració de força i com una seriosa advertència a Zenó havia llançat un atac contra Nicòpolis, a la costa d'Epir, abans de l'arribada de l'ambaixada a Cartago. Genseric va aconseguir el que sempre havia anhelat, una «pau perpètua» (όμολογίαν άπέραντοι) amb l'Imperi Romà que implicava el reconeixement del seu regnum africà i també el de les seves conquestes empreses després de 455, inclosa la disputada Sicília. Com a mostra de bona voluntat Genseric va concedir la llibertat als romans capturats després del saqueig de Roma i va permetre la reobertura d'una església a Cartago per al culte «catòlic» i el retorn del clergat nicè exiliat, «el que només es pot qualificar com una cessió de brutal calat», segons David Álvarez Jiménez. L'acord de la «pau perpètua» —que segons Álvarez Jiménez suposava una capitulació en tota regla de l'Imperi Romà «davant dels vàndals i davant de geni de Genseric»— seria respectat per ambdues parts fins a l'arribada al poder a Constantinoble de Justinià en 527.
A finals de 475 o principis de 476 Genseric va arribar a un acord amb el nou home fort de l'Imperi d'Occident Orestes, qui el 31 d'octubre de 475 havia proclamat emperador a Ravenna a el seu fill Ròmul, encara un nen, per aquesta raó i per la curta durada del seu regnat seria conegut com «Ròmul Augústul». Es desconeix el contingut de l'acord, però cal suposar que seria similar al signat amb l'emperador Zenó. No obstant això, va estar molt poc temps en vigor perquè al setembre de 476 Odoacre —general hèrul a qui a finals d'agost les tropes «bàrbares» que formaven el petit exèrcit d'Itàlia l'havien proclamat com el seu « rei»— deposava a Ròmul August amb el que posava fi a l'Imperi Romà d'Occident.
Com ha assenyalat Claire Sotinel, «Odoacre estava convençut de la inutilitat d'un emperador a Itàlia... i no va buscar reprendre el control de les províncies occidentals, sinó que va negociar amb habilitat per assegurar la pau amb les fronteres i restaurar una certa prosperitat a Itàlia». Així, a finals de 476 va arribar a un acord de pau amb Genseric pel qual, a canvi del pagament d'un tribut, la quantia del qual es desconeix, el rex Italiae recuperava el control de la major part de Sicília. Per raons estratègiques com a punt més proper al regne vàndal, Genseric es va reservar Lilibeu a l'extrem occidental de l'illa. Amb aquest tractat, com ha assenyalat David Álvarez Jiménez seguint Christian Courtois, Genseric va establir «una relació de desigualtat amb el recent creat Regne d'Itàlia segons la qual Odoacre es convertiria en vassall, en client del regne vàndal».
«Amb aquests acords perpetus de pau, Genseric aconseguia el que havia buscat des que adquirís la corona vàndala i així va poder morir tranquil·lament al palau de Birsa el 25 de gener de l'any 477 amb gairebé noranta anys d'edat i quaranta-nou d'excels regnat. D'aquesta manera, amb la consecució d'una pau definitiva, finalitzaven la pirateria vàndal contra l'Imperi Romà... Amb la seva mort acabava un cicle prodigiós de la història del poble vàndal amb què finalitzava el seu deambular migratori des del Barbaricum fins a aconseguir establir un regne independent a la zona més pròspera de l'Imperi Romà emprant per a això la pirateria. La Quarta Guerra Púnica havia finalitzat i aquesta vegada amb un resultat favorable per al poder que s'oposava a Roma», va afirmar David Álvarez Jiménez.

### Els successors de Genseric (477-533)

#### Huneric (477-484)

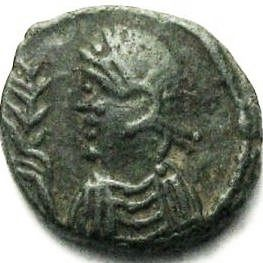
Moneda encunyada per Huneric.

Huneric va succeir al seu pare Genseric, qui va morir amb prop de noranta anys d'edat, perquè tots els germans d'aquest havien mort i ell era l'home de més edat de la següent generació. Cal tenir present que la successió en el regne vàndal no seguia el sistema hereditari, sinó el sistema agnàtic, és a dir, que el tron passava al germà de major edat del rei i només quan tots els germans del monarca havien mort heretava el tron l'home de més edat de la segona generació, fos o no el fill del rei anterior. Així, quan va morir Huneric en 484 el tron no va passar al seu fill Hilderic, sinó a un cosí seu que era major que ell: Guntamund (484-496), fill del difunt Gento, quart fill de Genseric. A Guntamund li succeiria el seu germà Trasamund (496-523), també més gran que Hilderic, i només després de la seva mort accediria al tron Hilderic (523-530), que ara sí que era l'home de més edat de la família real.
Huneric va respectar els acords aconseguits entre el seu pare i l'emperador d'Orient Zenó i el signat amb Odoacre. Així, va continuar percebent el tribut per la «devolució» de Sicília que Odoacre pagava anualment gràcies als ingressos fiscals que obtenia de l'illa que havia convertit en el nou «graner de Roma», com abans ho havia estat l'Àfrica romana, i la pirateria vàndala va remetre.
D'altra banda, com ha destacat Alberto González García, Huneric «va ser el primer rei vàndal que va imperialitzar la seva monarquia (c. 480-2), transformant un cabdill militar en una reialesa institucional a través de l'assumpció dels símbols externs i visibles de l'auctoritas imperial, com ara la titulatura i els regalia, a més de prerrogatives com l'encunyació de moneda amb la seva efígie, la iniciativa legislativa, la munificència pública o el vicariat diví. Concretament, Huneric va adoptar una titulatura pròpiament imperial proclamant-se dominus noster, rex Wandalorum et Alanorum i emprant l'epítet Clemens, molt utilitzat al llarg dels segles segle iv i segle v per la dinasties constantiniana i teodosiana, en especial en l'àmbit legislatiu». Una prova que la imperialització de la monarquia vàndala va començar amb ell és el fet que va ser el primer rei vàndal a emetre monedes de plata —els sobirans vàndals mai no van emetre monedes d'or o almenys no se n'ha conservat cap—, una prerrogativa exclusiva dels emperadors romans. Probablement també va ser el primer a asseure's en un tron, vestir la porpra i portar diadema, com van fer tots els seus successors. Una altra prova va ser el canvi de nom de la capital de la província de Bizacena Hadrumet que va passar a anomenar-se Hunericòpolis.

#### Guntamund (484-496)

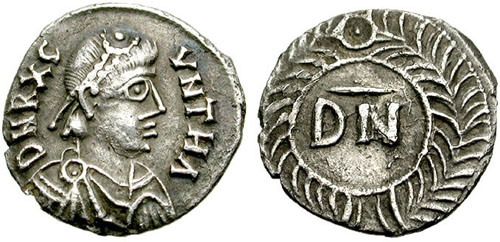
Moneda de plata emesa pel rei Guntamund.

El successor d'Huneric Guntamund va haver d'afrontar una situació completament diferent a causa de la irrupció a Itàlia dels ostrogots de Teodoric en 489 que van obligar a Odoacre a refugiar-se a Ravenna, on va resistir fins a març de 493, i allí va ser assassinat per Teodoric en el seu propi palau. Els ostrogots no van reconèixer el tractat de 476 signat per Genseric i Odoacre i van deixar de pagar el tribut per Sicília. La resposta vàndala va ser l'ocupació de tota l'illa, ja que, d'acord amb el pacte amb Odoacre, mantenien el control de Lilibeu, a l'extrem occidental de Sicília i immediatament Teodoric va enviar tropes al comandament d'un got anomenat Ansila.
Encara avui els historiadors discuteixen el resultat de la contesa. Els que defensen que la victòria va ser per a les forces enviades per Teodoric, com Claire Sotinel, es basen en les fonts ostrogodes. Casiodor, important funcionari de la cort de Ravenna, va escriure que «llavors els vàndals, després d'haver suplicat per la pau, van cessar en les seves habituals depredacions a Sicília», i Ennodi en el seu panegíric sobre Teodoric va afirmar el següent:
| « | Què puc dir del càstig que vas donar, fins i tot amb els vents a favor, a les depredacions dels vàndals, un poble a qui n'hi ha prou amb la teva amistat en comptes d'un impost anual? Guiats per la saviesa no gosen traspassar la seva zona d'influència: han merescut ser aliats, en no negar-se a obeir-te. | » |

Altres historiadors, com David Jiménez Fernández, sostenen que Ansila va ser derrotat. Es basen en l'autor vàndal Draconti qui en el poema dedicat a Guntamund Satisfactio diu que Déu havia afavorit al rei vàndal amb triomfs per terra i per mar com molt bé podia testificar Ansila («Te Deus aspiciens effundere nolle cruorem, ut sine peccato, non sine laude daret, contulit terrae pelagique triumphos: Ansila testatur, Maurus ubique iacet»).
Segons David Jiménez Fernández, finalment s'hauria aconseguit un acord que hauria consistit «previsiblement» a mantenir el statu quo pactat entre Odoacre i Genseric, és a dir, els vàndals seguirien controlant l'extrem occidental de l'illa, la regió al voltant de Lilibeu, vital per a la defensa del regne vàndal per tractar-se del punt més proper a la costa del nord d'Àfrica, encara que sense que els ostrogots haguessin de pagar cap tribut pel domini de la resta de Sicília. Per la seva banda Teodoric, per prevenir les possibles incursions vàndals, va ordenar mantenir guarnicions en punts estratègics de la costa de Sicília, com Siracusa i Catània, i també de la península itàlica, com Nàpols o Reggio de Calàbria. Així mateix va ordenar construir fortaleses costaneres en diversos llocs i més tard una flota de mil dromons que tenia com a finalitat assegurar, segons Casiodor, el «gra públic» (frumenta publica) davant de les «naus enemigues» (adversis navibus), si bé en aquest pla el regne vàndal els portava als ostrogots un avantatge inabastable.

#### Trasamund (496-523)
En 496 moria Guntamund i li succeïa el seu germà Trasamund que va proposar posar fi a la política de «pau armada» del seu antecessor per assolir una solució definitiva al conflicte amb Teodoric. Així va ser com es va concertar el seu matrimoni amb la germana de Teodoric, Amalafrida i com a dot es va acordar la concessió de Lilibeu i el seu entorn, cosa que legalitzava la situació de facto anterior.

#### Hilderic (523-530)

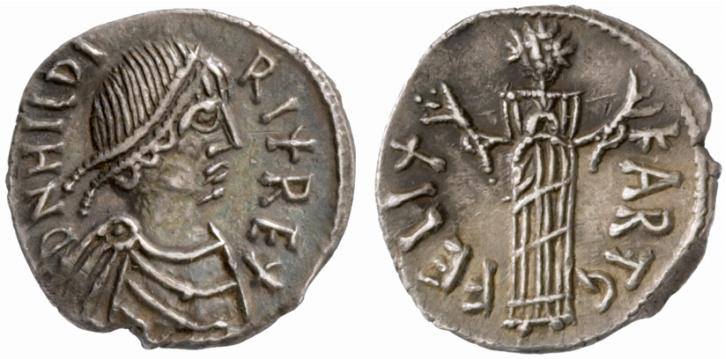
Moneda de plata de 50 denaris d'Hilderic al revers del qual apareix la iconografia FELIX KARTHAGO, que trencava amb la tradició vàndala, ja que es va proposar ser el rei de tots els «africans» i no només de l'elit vàndal-alana que governava el regne.

En 523 va morir Trasamund i li va succeir el seu cosí Hilderic (523-530), que va emprendre una política d'aliances contrària a la del seu antecessor, ja que en el mateix any del seu ascens al tron va fer executar Amalafrida i la seva seguici got, acusats d'haver ordit un complot contra ell, cosa que suposava un acte de clara hostilitat cap als ostrogots. Teodoric es va plantejar atacar el regne vàndal, però va descartar finalment la idea perquè considerava que la seva flota era molt inferior a la vàndala, a més que Hilderic comptava amb el suport de l'emperador d'Orient.
En efecte, alhora que es distanciava dels ostrogots, Hilderic, a qui s'ha considerat el més romà dels reis vàndals, havia iniciat l'acostament a l'Imperi Romà d'Orient, cosa que s'explica en gran manera pel fet que s'havia criat a Constantinoble. Guntamund només accedir al tron ho havia allunyat de Cartago per impedir que pogués reclamar els seus drets successoris com a fill del Huneric i Hilderic s'havia exiliat a Constantinoble on va ser molt ben acollit, ja que estava emparentat amb la dinastia teodosiana, en ser la seva mare, Eudòcia filla de Valentinià III. Allí havia travat una gran amistat amb Justinià. L'aliança amb Constantinoble també va ser perquè Hilderic, igual que la seva mare, no era arrià, sinó «catòlic», cosa que de seguida es va traduir en l'aplicació d'una política de plena tolerància cap als catòlics. D'altra banda, Hilderic es va proposar de ser el rei de tots els «africans» i no només de l'elit vàndaloalana que governava el regne. N'és una prova que va recuperar la principal moneda de plata (de 50 denaris) amb la iconografia de FELIX KARTHAGO, que ja havia emprat Huneric, i que trencava amb la tradició vàndala.
El successor de Teodoric al tron ostrogot Atalaric, el seu net, li va demanar explicacions a Hilderic per l'execució de la seva tieta-àvia Amalafrida, cosa que havia suposat que «amistat i parentiu s'haurien trocat en amargor», però no va passar d'aquí. Això és el que explicaria que Atalaric no posés cap impediment perquè els romans d'Orient utilitzessin Sicília com a base d'operacions quan el 533 Justinià va emprendre la conquesta del regne vàndal.
Un poema inclòs a l'Antologia llatina lloava la doble herència règia vàndala i imperial d'Hilderic, fill d'Huneric i Eudòcia, i net de Genseric i Valentinià III, net aquest últim del fundador de la dinastia teodosiana Teodosi el Gran:
| « | Vàndal poderós, hereu de doble corona, vas honrar el teu propi nom amb grans fets. El venjador Teodosi va dominar batallons guerrers, tornant captives a nacions després de fàcil batalla. Va sotmetre als seus adversaris amb armes de pau Honori, la immillorable sort del qual va superar les gestes més grans. La gran bravura de Valentinià coneguda del món es revela en sotmetre el seu net amb habilitat a enemics. | » |

#### Gelimer (530-533)

El regne vàndal poc abans de la deposició d'Hilderic i la seva substitució per Gelimer.

L'acostament a Constantinoble i la tolerància cap als catòlics va crear molts enemics a Hilderic a la cort i entre el clergat arrià, encara que va ser la seva incapacitat per posar fi als recurrents atacs berbers a la província de Bizacena el que acabaria amb set anys de regnat. El 19 de maig de 530 va ser desposat i capturat i Gelimer, nebot de Guntamund i de Trasamund, va ser proclamat com a nou rei, rebent la notícia quan es trobava combatent als maures.

### Conquesta romana d'Orient (533-534)

Mapa de la guerra vàndala (533-534) guanyada per l'Imperi Romà d'Orient, el que va posar fi al regne vàndal.

L'any 527 Justinià va accedir al tron de l'Imperi Romà d'Orient i es va proposar «recuperar» els territoris que havien pertangut a l'Imperi Romà d'Occident i així reunificar l'Imperi Romà. El primer pas d'aquesta Recuperatio imperii, com la va anomenar el mateix Justinià, va ser la campanya per «recuperar» l'antiga diòcesi d'Àfrica, és a dir, acabar amb el regne vàndal. Per dirigir l'operació va nomenar el seu millor general, Belisari, qui en la seva preparació sempre va tenir molt present la fracassada expedició de cinquanta anys abans.

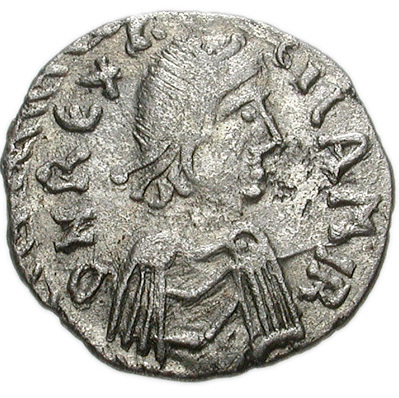
Moneda de 50 denaris de plata de Gelimer.

Prèviament, Justinià es va cobrir les espatlles a l'Est signant la que es va anomenar «Pau Eterna» amb el persa Còsroes I, «rei de reis» de l'Imperi sassànida. A més va arribar a un acord amb la regent Amalasunta del regne ostrogot d'Itàlia perquè permetés que l'expedició de Belisari pogués situar la seva base d'operacions a Sicília. Pel que sembla, també va promoure una revolta a Sardenya per així distreure part de les forces vàndales. La justificació que va donar Justinià per atacar el regne vàndal —una decisió a què es va oposar gran part de la cort de Constantinoble perquè considerava que podria repetir-se el desastre de l'expedició enviada el 468 per Lleó I— va ser que el rei Gelimer s'havia negat a alliberar el rei anterior Hilderic a qui havia deposat en 530 per ocupar ell el tron. L'historiador Procopi de Cesarea va descriure així els temors que va suscitar l'expedició contra el regne vàndal, «poderós i imponent»:
| « | I cadascun dels generals, suposant que seria ell l'encarregat de dirigir l'expedició, se sentia ple de por i retret davant la magnitud del perill si, després de salvar-se de les penalitats del mar, es veia obligat a acampar a terra enemiga i, utilitzant les naus com a bases d'operacions, sostenir una lluita enèrgica contra un regne poderós i imponent. | » |

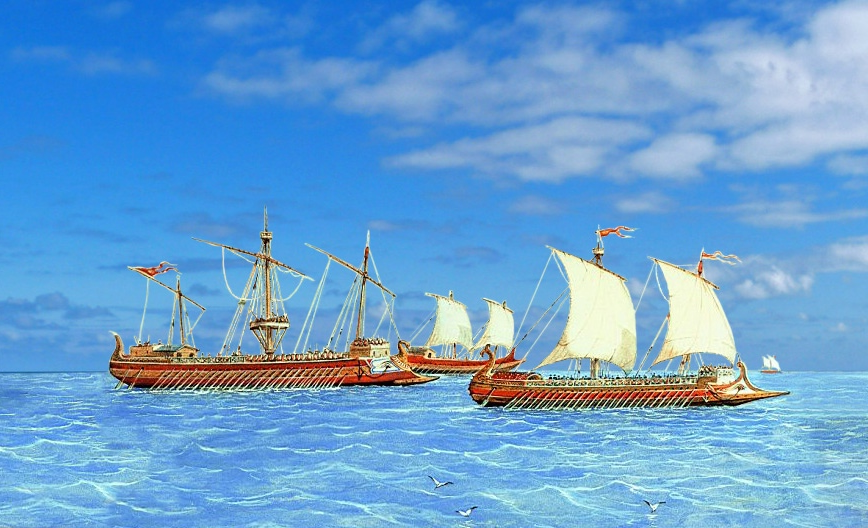
Quadre del pintor espanyol del Rafael Monleón que representa tres dromons romans en acció (Museu Naval (Madrid)).

Belisario va reunir un exèrcit compost per uns 16.000 homes, dels quals 5.000 de cavalleria, als quals calia afegir 2000 marins, que actuarien com a remers, però que havien estat ensinistrats per al combat a terra. Per transportar-los a tots ells ia uns sis mil cavalls —a més de proveïments, armes, menjar i aigua— es va reunir una flota formada per cinc-cents navilis de càrrega, feta costat per noranta-dos dromons, de trenta metres d'eslora i cinc de màniga, amb una fila de remers i dotats d'un esperó per envestir els vaixells enemics. Uns 30.000 marins tripulaven tots aquests vaixells al comandament de Calònim d'Alexandria, però subordinat a Belisari com a comandant en cap. El total de l'expedició eren 50.000 homes.
L'expedició va partir de Constantinoble al juny de 533 fent escala a Heraclea, on va carregar uns sis mil cavalls procedents de Tràcia, Abidos, Màlea a l'extrem sud del Peloponès, Modó, ja a la costa de la Mar Jònica, l'illa de Zacint i Sicília. Només arribar Belisari va enviar a Procopi de Cesarea a Siracusa perquè esbrinés si els vàndals els havien preparat alguna emboscada. Aquest va informar que els vàndals no sabien res de l'expedició i que estaven molt ocupats intentant sufocar la rebel·lió que havia esclatat a Sardenya. Després de conèixer aquesta bona notícia Belisari va manar que la flota es dirigís a Caput Vada, actual Chebba (Tunísia), situada a la costa vàndala al sud de Cartago. La travessia havia durat tres mesos.

Pla d'atac de Gelimer en la batalla del Desè Mil·liari, que finalment se saldaria amb el triomf de l'exèrcit romà d'Orient comandat per Belisari.

Un cop desembarcades les tropes, Belisari va ordenar dirigir-se per la costa cap a Cartago, situada a uns dos-cents quilòmetres al nord, a cinc dies de marxa, amb la flota assegurant el seu flanc dret. El rei vàndal Gelimer que es trobava a Hermione, a l'interior a l'altura de Caput Vada, es va proposar interceptar l'exèrcit de Belisari al congost del Desè Mil·liari, al sud de Cartago, per a la qual cosa va ordenar al seu germà Ammatus que es dirigís des de la capital cap allà, mentre ell mateix avançava cap al mateix lloc des del sud. Mentrestant Belisari havia ordenat a la flota que es dirigís a Cartago, vorejant el sortint del cap Bon perquè la ruta cap a la capital se separava de la costa, i ancora a uns vint quilòmetres del seu port. La batalla del Desè Mil·liari va tenir lloc el 13 de setembre de 533 i la victòria va ser per als romans d'Orient.
Gelimer amb la resta del seu exèrcit es va retirar per l'oest cap a Bulla Regia —el seu germà Ammatus havia mort a la batalla—, mentre que Belisari entrava a Cartago, sent aclamat per la majoria de la població. Immediatament, va ordenar la restauració de les muralles de la ciutat, en previsió d'un eventual setge vàndal. Després de rebre el reforç de l'exèrcit del seu germà Tzazó, que venia de Sardenya on acabava de sufocar la rebel·lió encapçalada per Goddes, Gelimer es va dirigir a Cartago, acampant a uns trenta quilòmetres, esperant que s'unissin a la seva causa alguns dels seus habitants o els huns que formaven part de l'exèrcit de Belisari. També va fer malbé l'aqüeducte que proveïa d'aigua la ciutat, tot això amb la finalitat de provocar la sortida de l'exèrcit romà d'Orient. Belisari va respondre immediatament: va executar públicament i cruelment un cartaginès que havia estat sorprès passant-se a l'enemic i va satisfer d'atencions als huns als quals també els va prometre que quan acabés la guerra tornarien a casa seva. Finalment, va acceptar el repte d'un combat a camp obert. La batalla de Tricamàrum va tenir lloc el 15 de desembre de 533. La victòria va ser de nou per als romans d'Orient.
Tzazó va morir en el combat cos a cos i Gelimer va aconseguir fugir, però va acabar lliurant-se davant de les garanties que li va donar Belisari que respectaria la seva vida. Va ser portat a Cartago i des d'allà a Constantinoble, on passaria la resta de la seva vida, tractat amb gran respecte. Molts dels seus soldats van ser incorporats a l'exèrcit romà d'Orient i enviats a la frontera persa. Els últims nuclis de resistència van ser sufocats al març de 534 i d'aquesta forma va acabar la guerra vàndala i amb ella el regne vàndal. El seu territori va ser incorporat a l'Imperi Romà d'Orient constituint l'Exarcat d'Àfrica.

## Pirateria (d'Estat)

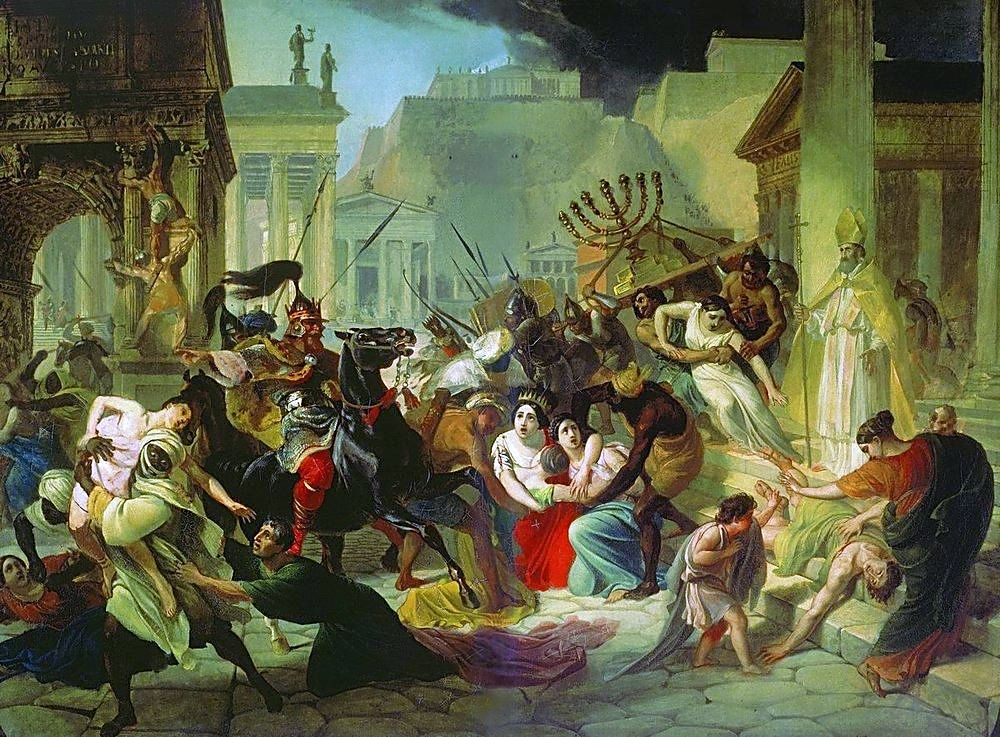
Quadre del pintor rus del Karl Briulov sobre el saqueig de Roma pels vàndals en què s'aprecia la visió tradicional que ha prevalgut sobre els vàndals i sobre els «bàrbars» en general, moguts per un insaciable afany de botí. A l'esquerra apareix a cavall el rei vàndal Genseric dirigint a les seves hosts. A la dreta el bisbe de Roma Lleó I el Magne contemplant desolat el pillatge.

La pirateria vàndala s'ha explicat tradicionalment per l'afany de botí que hauria caracteritzat tots els bàrbars que van envair l'Imperi romà. No obstant això, actualment tendeix a interpretar-se d'una forma completament diferent, com és el cas de l'historiador espanyol David Álvarez Jiménez, per a qui les accions piràtiques s'han d'emmarcar en el conflicte que va enfrontar el regne vàndal amb l'Imperi romà, conflicte que alguns autors han denominat la «Quarta Guerra Púnica», que a diferència de les tres anteriors va acabar amb la derrota de Roma. «El recurs a la pirateria representava la recerca d'una igualació del potencial dels dos contendents a través de la maximització de les fortaleses vàndals i, anàlogament, de l'explotació de la feblesa d'un Estat com el romà que s'havia despreocupat durant molt de temps de la seguretat marítima al Mare Nostrum», va afirmar Álvarez Jiménez. «La pirateria vàndala ha de considerar-se certament com un instrument polític fonamental per a la creació i el manteniment del primer regne germànic establert en sòl imperial, el Regnum Vandalorum et Alanorum», afegeix aquest historiador.
Els vàndals mai no es van anomenar a si mateixos pirates; es consideraven guerrers. Els qui els van qualificar de pirates van ser les fonts romanes. No obstant això, entre els historiadors actuals hi ha un consens molt ampli a qualificar les activitats marítimes vàndales com a actes de pirateria. A més que mai no hi va haver un enfrontament naval amb l'Imperi Romà ni pretensió que n'hi hagués, ni tampoc una declaració de guerra explícita, l'estratègia vàndala va ser «genuïnament piràtica» perquè es va basar en «cops ràpids, valent-se de la sorpresa, amb què fer danys localitzats». David Álvarez Jiménez ho denomina «pirateria d'Estat» perquè va ser ordenada i dirigida pel rei vàndal Genseric qui va saber aprofitar les mancances navals de l'Imperi Romà del segle v i finalment derrotar-lo assegurant així la supervivència i continuïtat del seu regnum. Per això mateix, qualifica el regne vàndal com a «regne pirata», «l'oponent més formidable contra el qual es va enfrontar l'Imperi al segle v».
Les accions piràtiques vàndals no consistien en l'abordatge de navilis al mar, sinó en desembarcaments a la costa per saquejar els nuclis poblats on s'apoderaven de les seves riqueses en numerari i béns sumptuaris i capturaven els seus habitants emportant-se'ls. Assaltaven llocs amb fàcil fugida i on no hi hagués cap destacament militar romà. Per determinar els seus objectius es valien de les informacions que els proporcionaven els comerciants que freqüentaven el port de Cartago de la fiabilitat del qual dóna idea que només dues incursions van ser interceptades militarment en més de vint anys. Els vaixells utilitzats en les accions piràtiques eren mercants i no naus de guerra, ja que aquestes últimes no podien transportar les tropes de cavalleria que eren l'arma utilitzada als assalts a les poblacions costaneres. A més, aquestes embarcacions mercants els proporcionava un camuflatge, ja que només desvetllaven les seves intencions quan s'acostaven als seus objectius i hissaven les ensenyes vàndals amb forma de drac (dracones). Als desembarcaments no només hi participaven vàndals, sinó també mauri i fins i tot, probablement, africanoromans, especialment en les tasques de navegació.
Així va descriure Procopi de Cesarea les accions piràtiques vàndals:
| « | Aleshores Genseric, havent-se guanyat el favor dels mauri, després de morir Valentinià en 455, feia incursions a Sicília i a Itàlia cada any al començament de la primavera i de les ciutats, a unes les esclavitzava mentre que a les altres les deixava arrasades fins als fonaments, saquejant-ho tot i quan el país va quedar despoblat i sense riqueses, es va llançar contra els dominis de l'emperador d'Orient. Doncs bé, allí va devastar Il·líria, la major part del Peloponès i de la resta de Grècia i totes les illes estaven pròximes a ella. I de nou va partir per a Sicília i Itàlia i va continuar saquejant i assolant tots els llocs un darrere l'altre. | » |

## Organització política i territorial
La unitat dels vàndals era més aviat política que cultural, ja que els llunyans hereus dels Vandili —nom donat per les fonts llatines al poble assentat al sud de l'actual Polònia des del segle i— se'ls havien anat unint altres pobles durant el seu desplaçament cap a l'Europa central als segles segle ii i segle iii i cap al Rin a la fi del segle iv. Pels seus contactes amb l'Imperi, aquest conglomerat de pobles ja estava força impregnat de la cultura romana quan van creuar l'estret de Gibraltar.
El primer problema que es va plantejar als conqueridors vàndals va ser la immensa desproporció en nombre entre ells —es tractava d'unes 15.000 o 20.000 famílies— i els diversos milions d'habitants de la diòcesi d'Àfrica, probablement la regió més pròspera i la més urbanitzada de l'Imperi Romà occidental. Genseric va decidir per això concentrar el seu poble en una única província, l'Àfrica proconsular, on es trobava Cartago. Com va assenyalar Yves Modéran, «volia certament impedir la seva dissolució social i cultural a la massa romana». La contrapartida va ser que la resta de províncies del regne —Genseric no va modificar la divisió provincial romana existent— van gaudir d'una relativa llibertat més gran.

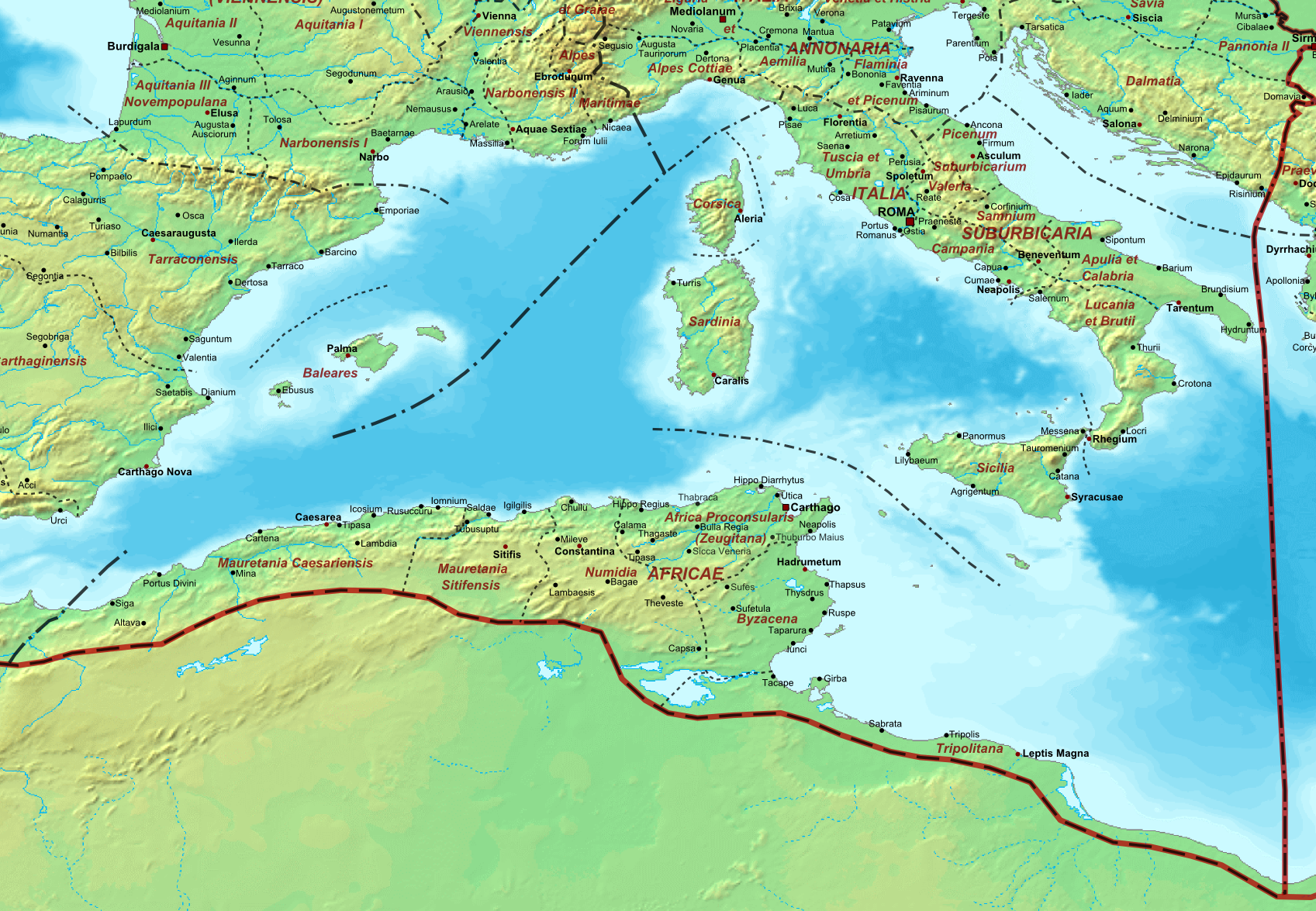
Mapa de la diòcesi d'Àfrica de l'Imperi romà. Els vàndals van mantenir aquesta divisió administrativa per al seu regne. No van introduir canvis ni als límits de les províncies ni als seus noms.

Genseric va deixar gairebé intacta l'organització econòmica i social existent, cosa que va facilitar enormement l'adhesió dels romans al nou poder vàndal. Va ser així com, passat el xoc de la conquesta, va néixer progressivament «un regne molt més romà que “bàrbar”», va indicar Yves Modéran. De tal manera que, abans que ho fessin visigots o francs, el regne vàndal es va dotar d'una capital única, Cartago, amb la seva cort, que imitava a la de Constantinoble i que estava encapçalada per praepositus regni, una mena de primer ministre germànic; els reis van adoptar una titulació copiant a la dels emperadors i van emetre monedes amb la seva efígie i amb llegendes llatines. A més, les lleis, promulgades en llatí, prenien com a model la legislació romana. Per exemple, la llei de 484 d'Huneric que imposava el cristianisme arrià a tots els habitants del regne va copiar paraula per paraula constitucions imperials de 409 i 412 així com les penes a aplicar als que no la complissin. El dret romà es va continuar aplicant, excepte potser als propis vàndals, com s'ha pogut comprovar en les anomenades «Tauletes Albertini» descobertes en 1928 prop de Tebessa en les quals es fa constant referència a la Lex Manciana de quatre segles abans.
Els reis vàndals van mantenir l'administració provincial i municipal romanes. Al capdavant de les províncies —no es van introduir canvis ni als seus límits ni als seus noms— van nomenar membres de l'aristocràcia senatorial local. I del govern de les ciutats es van seguir encarregant els consells municipals que, per exemple, van continuar designant cada any els flaminis responsables del culte imperial, encara que ara dedicats a un culte laïcitzat dels reis de la dinastia dels asdinges.

## Política religiosa
Els vàndals eren cristians arrians —s'havien convertit al cristianisme probablement a principis del segle v i es van proposar convertir a la seva fe a la població romana, que era majoritàriament cristiana nicena, per tal d'aconseguir la unitat religiosa que els garantís la fidelitat i la docilitat d'aquestes poblacions sotmeses al seu govern i part de les quals treballava per a ells. A aquest efecte van confiscar els béns de l'Església «catòlica», van substituir els seus bisbes i van prohibir els seus ritus, encara que no diferien gaire dels de l'Església arriana. De vegades es va produir una veritable persecució dels «catòlics», especialment violenta quan el 484 Huneric es va proposar convertir a la força tots els habitants del regne.
Huneric, que afirmava ser rei per voluntat de Déu, va començar el seu regnat de forma tolerant després de la persecucions dutes a terme pel seu pare Genseric. Així, va acordar un tractat com l'emperador d'Orient Zenó en què autoritzava l'elecció de bisbes catòlics a condició que Zenó fes el mateix amb els bisbes arrians en els seus dominis. Però el 484 Huneric va promulgar un edicte en què posava fi a la tolerància alhora que convocava un concili perquè s'arribés a la unitat entre catòlics i arrians. Com aquest va fracassar va decretar la repressió dels catòlics. Els béns de les seus episcopals van ser confiscats, els seus bisbes obligats a exiliar-se i el baix clergat va ser objecte de violències físiques. Guntamund seguiria aquesta mateixa política, encara que atenuada, i el seu successor Trasamund es va proposar formar una veritable església «nacional» arriana. Aquest va ordenar l'exili de sacerdots i bisbes catòlics a l'illa de Sardenya, que formava part del regne vàndal, entre els quals es trobava Fulgenci bisbe de Ruspe, en la província de Bizacena. A causa del seu prestigi com a teòleg, Trasamund el va fer tornar a Cartago en 515 per discutir amb ell sobre la Trinitat, motiu central de discrepància entre arrians i catòlics. Com que Fulgenci no va abandonar el seu activisme antiarrià —la seva crítica a l'arrianisme va ser recopilada en el seu tractat Contra Arrians— Trasamund el va enviar de tornada a Sardenya el 518, on va fundar un monestir amb scriptorium.
Així doncs, la política religiosa «proarriana» va crear un clima d'enfrontament entre l'Església «catòlica» i el poder vàndal, sobretot a la província de l'Àfrica proconsular on es van assentar la immensa majoria dels vàndals i dels alans , ja que va ser allà on es va aplicar de forma més radical, mentre que a la resta de les províncies va predominar la tolerància. Els clergues nisens no van cessar de denunciar els vàndals com «heretges» i «bàrbars» fins al punt que en la decisió de Justinià de posar fi al regne vàndal va pesar molt el que li van dir els exiliats africans a Constantinoble, esmentant especialment els «màrtirs» de l'any 484. El sacerdot Victor de Vita va escriure cap al 489 una Una història de la persecució de la província d'Àfrica en un dels passatges del qual deia el següent:
| « | Quant a vosaltres, els pocs, que estimeu els bàrbars i els elogieu, per a la vostra condemna, examineu bé el seu nom i sigueu conscients dels seus costums. Se'ls pot anomenar altrament que no sigui amb el nom de «bàrbars», que implica evidentment els termes de ferocitat, de crueltat i de terror? Per molts regals amb què se'ls vulgui mimar, per molta obsequiositat amb què se'ls vulgui engatusar, aquestes persones no saben altra cosa que envejar els romans. | » |

Amb Hilderic, que a diferència dels seus antecessors era catòlic, educat a Constantinoble i amic de Justinià, es va produir un canvi radical en la política religiosa, ja que va promulgar un edicte de llibertat de culte i va restablir a els bisbes catòlics a les seus, però va fracassar en el seu intent de convertir el seu regne al catolicisme, cosa que acabaria costant-li la corona. Va ser deposat en 530 i substituït per l'arrià Gelimer, nebot de Guntamund i Trasamund.

## Cultura

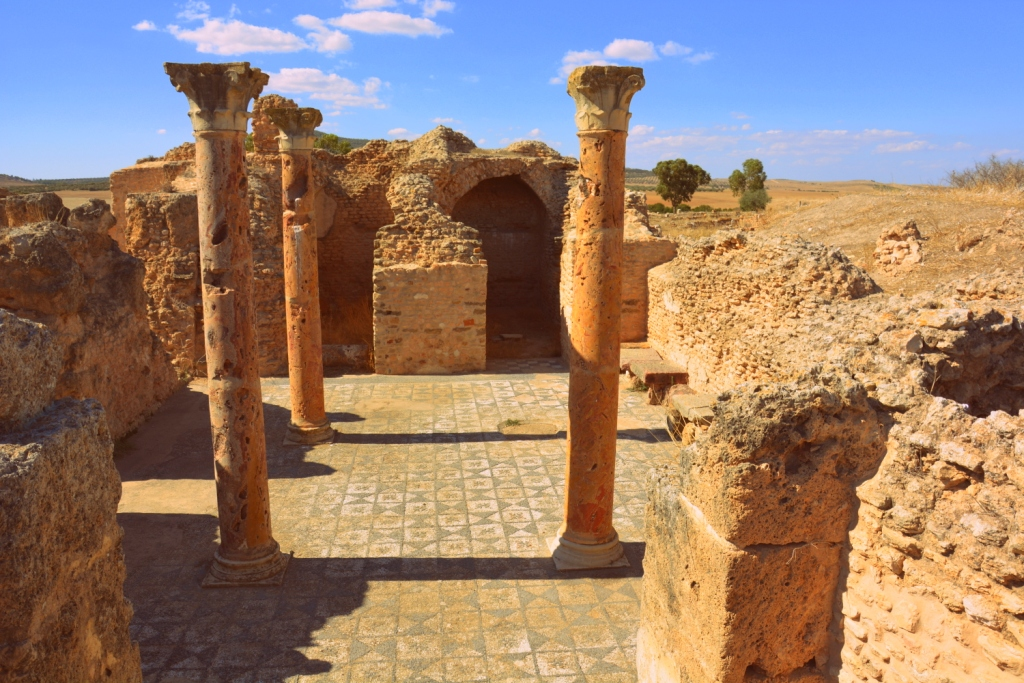
Termes de la ciutat de Thuburbo Maius. Els vàndals les van conservar amb gran cura com un símbol de la civilització romana de la qual ells es consideraven continuadors.

Els vàndals van mantenir essencialment l'herència urbanística romana, encara que van introduir alguns canvis com la desaparició del fòrum o la construcció de nous barris normalment al voltant d'una basílica. A més de noves basíliques també van construir capelles i monestirs, sempre seguint les formes arquitectòniques i ornamentals romanes. Els mosaics, en què els afroromans eren consumats mestres, van decorar no només els edificis religiosos, sinó també les mansions privades, tant propietat de vàndals com de romans, sense que sigui possible diferenciar-les.
Entre els edificis públics, els que més van fascinar els vàndals van ser les termes, que no eren només un lloc per al bany, sinó un lloc de sociabilitat i de cultura simbolitzant els valors de la civilització romana. Moltes van ser restaurades, d'altres perfectament mantingudes, com les de Thuburbo Maius o Bulla Regia, i també se'n van edificar algunes de noves. A la col·lecció de versos coneguda com l'Antologia llatina una sèrie de poemes celebren l'edificació pel rei Trasamund (496-523) de les termes d'Alianes als afores de Cartago.
Altres documents també testifiquen que els vàndals, o almenys l'elit establerta a Cartago, van adoptar l'estil de vida romà. El poeta Draconti, que escriu a la fi del segle v, elogia les escoles de gramàtics de Cartago i felicita un d'ells perquè «reuneix en el seu auditori els descendents de Ròmul amb els bàrbars». Per la seva banda, Luxori, un dels poetes de l′Antologia llatina, escriu epigrames celebrant a les estrelles del teatre, de l'hipòdrom i de l'amfiteatre de Cartago, tots ells llocs d'espectacle romans aparentment molt populars. Tots aquests textos confirmen el judici de l'historiador grec Procopi de Cesarea, que va participar en l'expedició romana d'Orient de 533 que va destruir el regne vàndal i, per tant, va ser testimoni directe de la situació en la seva etapa final:
| « | Des que van ocupar Àfrica, prenien tots quotidianament banys, i les seves taules veien dels millors i més agradables productes terrestres o marítims. […] Quan gaudien de plaers, ho passaven als teatres i els hipòdroms, i si es lliuraven a tota mena de plaers, estimaven especialment els de la caça. […] Perquè de tots els pobles que nosaltres coneixem, els vàndals han estat el més delicat. | » |